# سلیمان یکم
سلیمان یکم (به ترکی عثمانی: سلطان سلیمان قانونی ،۶ نوامبر ۱۴۹۴ – ۷/۶/۵ سپتامبر ۱۵۶۶) دهمین سلطان امپراتوری عثمانی بود که از سال ۱۵۲۰ میلادی تا لحظهٔ مرگش در سال ۱۵۶۶ حکمرانی کرد. او از این لحاظ طولانی‌ترین دورهٔ سلطنت را در میان خاندان عثمانی داراست. سلیمان یکم را در غرب با نام سلیمان محتشم و در شرق با نام سلیمان قانونی می‌شناسند. از آن جهت به قانونی مشهور شد که سیستم قضایی امپراتوری عثمانی را به‌طور کلی بازسازی کرد.
او در اروپای سدهٔ شانزدهم به عنوان سلطانی برجسته و والامقام مطرح گشته بود که مسئولیت امپراتوری عثمانی را در اوج قدرت نظامی، اقتصادی، و سیاسی‌اش بر عهده داشت. سلیمان، شخصاً ارتش عثمانی را برای فتح استحکامات دنیای مسیحیت در بلگراد، رودس، و اکثر مجارستان رهبری کرد اما در محاصرهٔ وین در سال ۱۵۲۹ ناکام ماند. او باریکه‌های بزرگی از شمال آفریقا که از غرب تا سر حدات الجزایر می‌رسید و همچنین قسمت اعظم خاورمیانه را طی منازعاتش با ایرانیان به انضمام خاک امپراتوری عثمانی درآورد. تحت رهبری او، ناوگان دریایی امپراتوری عثمانی بر دریاهای اطراف، از دریای مدیترانه گرفته تا دریای سرخ و خلیج فارس، تسلط یافت.
در مقام سلطان یک امپراتوری در حال گسترش، سلیمان شخصاً سردمدار ایجاد تغییراتی بنیادین در قانونگذاری امور مرتبط با جامعه، آموزش، مالیات، و حقوق کیفری شد. قوانینی که او وضع کرد تا سده‌ها پس از مرگ او، شاکلهٔ امپراتوری عثمانی را تشکیل می‌دادند. نه تنها خود شاعر و زرگری برجسته به‌شمار می‌آمد، بلکه همواره حامی و پشتیبان فرهنگ و هنر نیز بود و عصر طلایی هنر، ادبیات، و معماری امپراتوری عثمانی را خود شخصاً سرپرستی می‌کرد. سلیمان به پنج زبان ترکی عثمانی، ترکی جغتایی، عربی، فارسی، و روسی سخن می‌گفت. سلیمان با زیر پا گذاشتن سنت‌ها و رسوم سلاطین پیشین، با کنیزی از حرم‌سرا به نام الکساندرا (بعداً خرم سلطان) ازدواج کرد. دسیسه‌چینی‌های خرم سلطان در مقام ملکهٔ دربار و نفوذ و سلطه‌ای که بر سلیمان داشت، آوازهٔ او را در جهان پیچاند. پسرشان، سلیم دوم، پس از مرگ سلیمان در سال ۱۵۶۶ و پس از ۴۶ سال زمامداری پدر، به جای او بر تخت سلطنت نشست.

## سال‌های آغازین
وی را به افتخار سُلیمان شاه، جد پدری‌اش و پدربزرگ عثمان یکم، بنیان‌گذار امپراتوری عثمانی، سلیمان نامیدند.
سلیمان احتمالاً در ۶ نوامبر ۱۴۹۴ در شهر ترابزون، واقع در سواحل دریای سیاه زاده شد. مادر او، والده حفصه سلطان یا حفصه خاتون سلطان نام داشت. در سن هفت سالگی برای تحصیل علوم، تاریخ، ادبیات، الهیات، و فنون جنگی در مدارس کاخ توپقاپی به قسطنطنیه رفت. در آنجا با برده‌ای به نام ابراهیم آشنا شد و رفتار دوستانه‌ای را با او پیش گرفت. ابراهیم بعداً به یکی از معتمدترین مشاوران سلطان سلیمان تبدیل شد. 
سلیمان جوان در سن هفده سالگی به سمت فرماندار کفّه (تئودوسیا) و سپس مانیسا برگماشته شد. با درگذشت پدرش، سلطان سلیم، در سال ۱۵۲۰ به قسطنطنیه آمد و بر تخت سلطنت امپراتوری عثمانی نشست. بارتولومئو کونتارینی، سفیر ونیز، تنها چند هفته پس از جلوس سلیمان بر تخت سلطنت، او را چنین توصیف کرده‌است: «۲۶ سال سن دارد. قدبلند و لاغر اما عضلانی است و پوست صورت حساسی دارد. گردنش اندکی بیش از حد دراز است. صورتش لاغر و دماغش عقابی است. ریش و سبیل‌های کم‌پشت و کوتاهی دارد. در مجموع ظاهر خوبی دارد اگرچه رنگش پریده‌است. گفته می‌شود که اربابی خردمند و علاقه‌مند به دانش است و همگان به سلطنت او امید بسته‌اند.» برخی از مورخان ادعا می‌کنند که سلیمان در جوانی علاقهٔ وافری به اسکندر کبیر داشته‌است. او تحت تأثیر رؤیای اسکندر مبنی بر تشکیل حکومتی جهانی از شرق گرفته تا غرب، قرار داشت و این رؤیا در لشکرکشی‌های او به آسیا، آفریقا، و اروپا بی‌تأثیر نبود.

## لشکرکشی‌ها

### حمله به اروپا
سلیمان به محض آنکه بر تخت سلطنت نشست، لشکرکشی‌هایش را آغاز نمود. پس از آنکه در سال ۱۵۲۱ شورشی که به رهبری فرماندار دمشق به پا شده بود، با موفقیت سرکوب شد، سلیمان به‌سرعت خود را برای هجوم به بلگراد که جدش، محمد دوم، از فتح آن عاجز مانده بود آماده کرد. پس از آنکه صرب‌ها، بلغارها، بیزانسی‌ها، و آلبانیایی‌ها همگی در نبردهای پیشین از سلاطین عثمانی شکست خورده بودند، مجارها تنها مانع در برابر امپراتوری عثمانی در راه به دست آوردن فتوحات بیشتر در اروپا به حساب می‌آمدند و تسخیر بلگراد برای از میان برداشتن این سد، ضروری به نظر می‌رسید. سلیمان، بلگراد را محاصره کرد و با قرار دادن توپ‌های جنگی در جزیره‌ای واقع در رود دانوب، شهر را به‌سنگینی زیر بمباران گرفت. نیروی دفاعی بلگراد که تنها از ۷۰۰ سرباز تشکیل شده بود، در برابر این بمباران سنگین تاب نیاورد و شهر در اوت ۱۵۲۱ سقوط کرد.
خبر سقوط یکی از مهم‌ترین استحکامات دنیای مسیحیت، سرتاسر اروپا را به وحشت انداخت. سفیر امپراتوری مقدس روم در قسطنطنیه در این باره نوشته‌است «تسخیر بلگراد سرآغاز بلایایی بود که بر سر مجارستان فرود می‌آمد. مرگ پادشاه لایوش، تسخیر بودین، اشغال ترانسیلوانی، نابودی یک پادشاهی مترقی، و رعب و وحشتی که بر سایر ملل همسایه غلبه کرده بود، در پی تسخیر بلگراد روی می‌داد».
راه برای فتح مجارستان و اتریش باز شده بود اما سلیمان توجهش را معطوف به جزیرهٔ رودس واقع در شرق دریای مدیترانه کرد که پایگاه اصلی شوالیه‌های مهمان‌نواز به حساب می‌آمد. سلیمان در تابستان ۱۵۲۲ ناوگانی دریایی متشکل از ۴۰۰ کشتی جنگی را روانهٔ رودس کرد و خود با سپاهی متشکل از ۱۰۰٬۰۰۰ مرد جنگی از طریق آسیای صغیر رهسپار میدان جنگ شد. پس از پنج ماه محاصره و بروز درگیری‌های شدید میان دو طرف، سرانجام رودس تسلیم شد ولی سلیمان اجازه داد که شوالیه‌های رودس، این جزیره را به مقصد مالت ترک کنند.

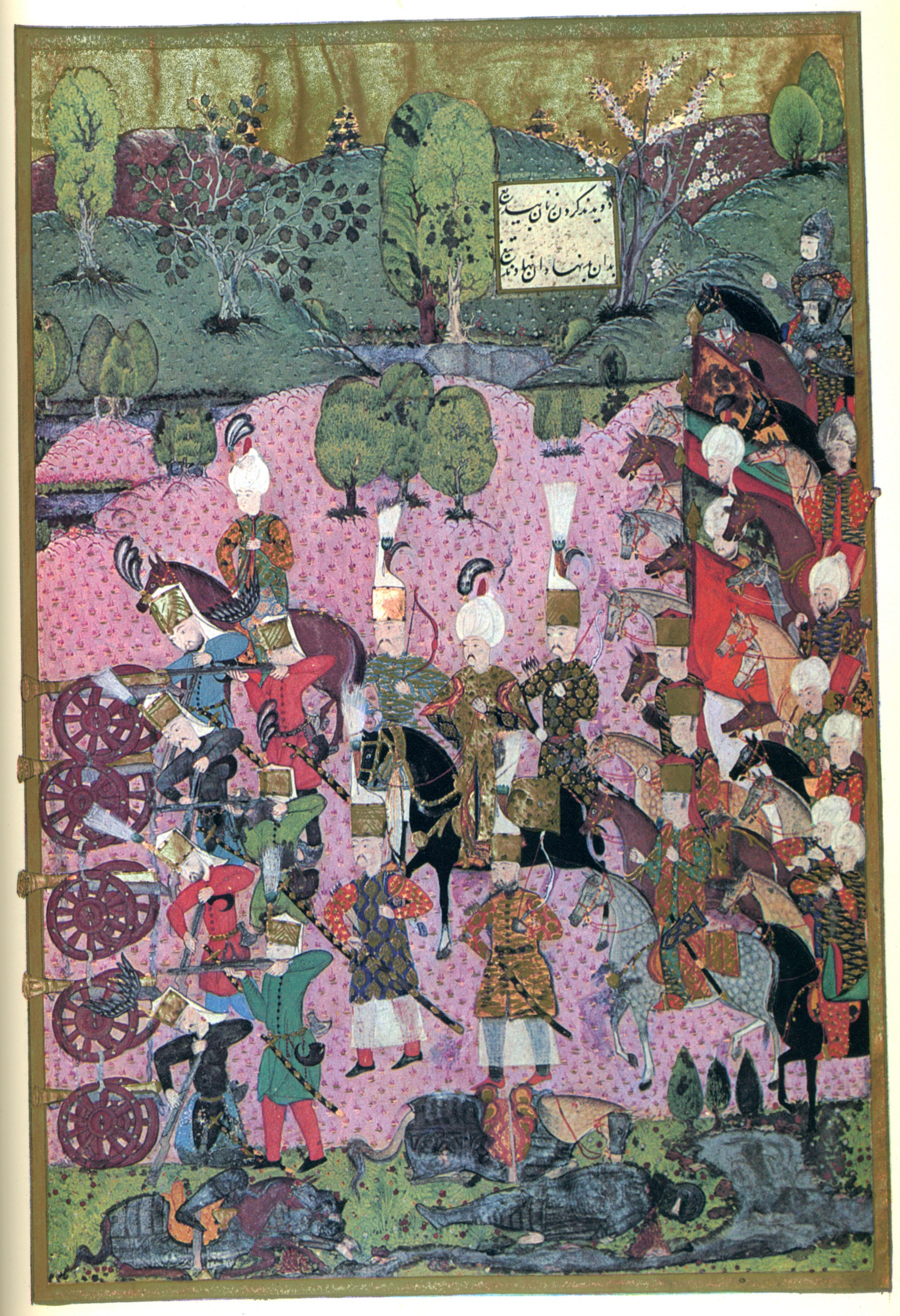
مینیاتوری با شعر فارسی که سلیمان را در نبرد موهاچ نشان می‌دهد.

با رو به وخامت گذاشتن روابط مجارستان و امپراتوری عثمانی، سلیمان در ۲۹ اوت ۱۵۲۶ دوباره کشورگشایی در اروپای شرقی را از سر گرفت. او در نبرد موهاچ، لایوش دوم را شکست داد و در نتیجه مقاومت مجارها در هم شکست و امپراتوری عثمانی به قدرت بلامنازع اروپای جنوب شرقی تبدیل شد. گفته می‌شود به هنگامی که سلیمان با جسد بی‌جان لایوش مواجه گردید، زیر لب گفت: «در واقع من به قصد جنگ به سوی او آمدم، اما نمی‌خواستم او را در چنین وضعی ببینم درحالی‌که لذت زندگی و سلطنت را نچشیده بود». سلیمان در جریان و پس از نبرد موهاچ دستور داد کسی به اسارت گرفته نشود و این به معنای قتل‌عام بود و سپاهیان او دست به کشتار همگانی زدند. هنگامی که سلیمان در حال جنگ با مجارها بود، قبائل ترکمن به رهبری قلندر چلبی در مرکز آناتولی دست به شورش زده بودند.
تحت رهبری کارل پنجم و برادرش فردیناند، هابسبورگی‌ها بودین را مجدداً اشغال کردند و مجارستان را در سلطه خویش گرفتند. در نتیجه، سلیمان در سال ۱۵۲۹ باری دگر لشکرش را از طریق درهٔ دانوب رهسپار منطقه کرد و کنترل بودین را باز پس گرفت و پاییز همان سال، وین را تحت محاصره درآورد. این لشکرکشی، جاه‌طالبانه‌ترین لشکرکشی امپراتوری عثمانی و اوج نفوذ این امپراتوری در قلب اروپا در نظر گرفته می‌شد. اتریشی‌ها با پادگانی متشکل از ۱۶٬۰۰۰ مرد جنگی، نخستین شکست سلیمان را به او تحمیل کردند و این آغازی بود بر روابط تیره و تار میان این دو دودمان که تا سدهٔ بیستم میلادی ادامه یافت. تلاش مجدد سلیمان برای فتح وین در سال ۱۵۳۲ باز هم با ناکامی همراه شد زیرا که ارتش او پیش از رسیدن به شهر، مجبور به عقب‌نشینی شد. در هر دو یورش، ارتش عثمانی اسیر وضعیت بد جوی شد به گونه‌ای که آن‌ها به اجبار ادوات جنگی را پشت سر خود رها کردند و حجم وسیع تدارکات، سرعت نقل و انتقال آن‌ها را کند کرده بود.
در دههٔ ۱۵۴۰ که درگیری‌ها در مجارستان دوباره از سر گرفته شد، فرصت مناسبی برای سلیمان پدید آمد تا شکست در وین را جبران کند. برخی از نجیب‌زادگان مجارستانی بر این باور بودند که تخت سلطنت پادشاهی مجارستان از آنِ فردیناند، فرمانروای اتریش و شوهر خواهر لایوش، است و دلیل این امر را عقد قراردادی با دودمان هابسبورگ در زمان سلطنت لایوش می‌دانستند که مطابق آن، در صورتی که لایوش بدون داشتن ولیعهد می‌مرد، تخت سلطنت پادشاهی مجارستان به دودمان هابسبورگ می‌رسید. با این همه، برخی دیگر از نجیب‌زادگان طرفدار سلطنت زاپولیا یانوش بودند، نجیب‌زاده‌ای که با وجود برخورداری از حمایت‌های سلطان سلیمان، هرگز مقبول قدرت‌های مسیحی اروپا نیفتاد.
در سال ۱۵۴۱ هابسبورگ به قصد محاصرهٔ بودین و باز پس گرفتنش، دوباره به جنگ با امپراتوری عثمانی مشغول شد. سلیمان با دفع حملات دشمن و تسخیر دژهای نظامی بیشتر، فردیناند و برادرش کارل را مجبور به پذیرش معاهده‌ای خفت‌بار به مدت پنج سال کرد. فردیناند از ادعای پادشاهی بر مجارستان دست برداشت و مجبور شد تا بابت زمین‌هایی از مجارستان که کماکان تحت سلطهٔ خویش داشت، سالیانه خراج بپردازد. متن این معاهده، کارل پنجم را با عنوان «امپراتور» مورد خطاب قرار نمی‌داد و تنها به عنوان سادهٔ «پادشاه اسپانیا» بسنده می‌کرد و این نشانگر آن بود که سلیمان خود را «سزار» واقعی می‌پنداشت.

### جنگ با صفویان

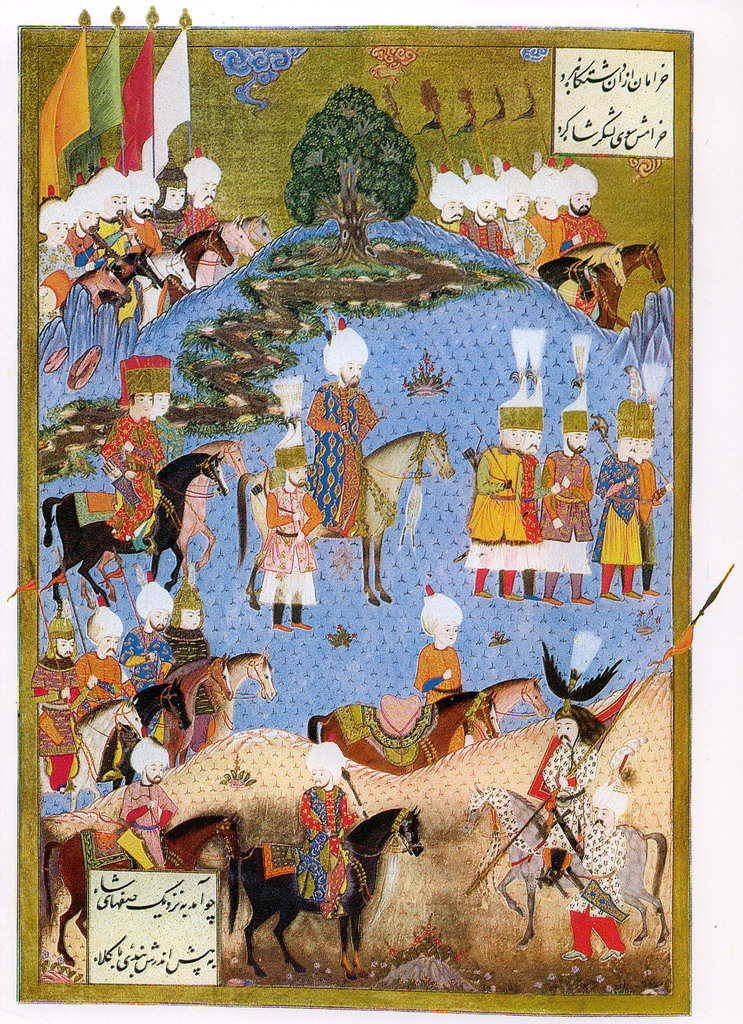
مینیاتوری که سلیمان و لشکرش را در تابستان ۱۵۵۴ در نخجوان به تصویر کشیده‌است.

سلیمان که از مرزهای امپراتوری عثمانی با اروپا آسوده‌خاطر شد، توجهش را معطوف به خطری کرد که از جانب سلسلهٔ شیعه مذهب صفویه احساس می‌کرد. با تثبیت قدرت دولت عثمانی در شرق آناتولی، تهدیدی همیشگی متوجه تبریز و عراق بود. در مقابل شاه تهماسب نیز همچون پدرش، ترکمانان آناتولی را به شورش علیه دولت عثمانی تحریک می‌کرد. قیام اسکندر چلبی در سال ۱۵۲۹ در نتیجهٔ همین تحریک‌ها روی داد. شاه تهماسب روابط دوستانه‌ای را با کارل پنجم، پادشاه اسپانیا، دشمن سلیمان در پیش گرفته بود. والی بدلیس نیز از اطاعت سلیمان دست برداشته و در پناه تهماسب قرار گرفته بود. همچنین صفویان تلاش می‌کردند تا در مرکز و جنوب عراق—سرزمینی که روزگاری قلب خلافت عباسیان به‌شمار می‌آمد—مذهب تشیع را جایگزین مذهب تسنن کنند. کشتن مفتیان و محققینی که از پذیرش مذهب جدید سر باز می‌زدند و تخریب مقبره‌ها و اماکن متبرکهٔ اهل سنت از جمله اقداماتی بود که صفویان برای نیل به این هدف انجام می‌دادند. سلیمان به عنوان رهبر مسلمانان اهل سنت نمی‌توانست تنها نظاره‌گر این قضایا باشد. والی بغداد نیز که دست‌نشانده تهماسب بود با دولت عثمانی به توافق رسید. علاوه بر همهٔ این مسائل، انگیزه‌ها و منافع اقتصادی نیز دخیل بود.
در سال ۱۵۳۳ وقوع جنگ اجتناب‌ناپذیر به نظر می‌رسید. سلیمان در اکتبر ۱۵۳۳ به وزیر اعظمش، ابراهیم پاشا مأموریت داد تا به‌سرعت سپاهی جمع‌آوری کند و به سوی کردستان حرکت کند. سلیمان خود در قسطنطنیه ماند تا سپاهی بزرگ‌تر را سازماندهی کند و در اسرع وقت به یاری ابراهیم بشتابد. ابراهیم مناطق میان ارزروم و دریاچهٔ وان و همچنین آذربایجان را اشغال کرد. سلیمان در پی آن بود تا با شکست دادن صفویان برتری خویش را ثابت کند در نتیجه به مناطق مرکزی ایران یورش برد و تا سلطانیه پیش‌آمد. اما شاه تهماسب قصد جنگیدن نداشت و سعی می‌کرد با از دست دادن زمین، از درگیر شدن در جنگی سهمگین خودداری کند. سلیمان که از تبعات تعقیب کردن ایرانیان در زمستان سرد بیمناک بود، تغییر نظر داد و تصمیم گرفت تا بر روی عراق که آب‌وهوای مساعدتری داشت تمرکز کند. سلیمان با گذر از کوه‌های زاگرس در زمستان همان سال بغداد و سایر نواحی عراق را بدون مواجهه با هیچ‌گونه مقاومتی فتح کرد. در نتیجه سرزمین‌های پیشین خلافت اسلامی به انضمام ملک عثمانی درآمد و سیادت سلیمان بر جهان اسلام تثبیت شد. در ادامه آذربایجان چندین مرتبه میان دو دولت دست به دست شد اما تهماسب همچنان از رویارویی مستقیم با سلیمان خودداری می‌کرد. سلیمان به صفویان اجازه داد تا آذربایجان را دوباره تحت تصرف خویش بگیرند اما پیش از بازگشت به خانه، وضعیت استان ارزروم را سر و سامان داد و در مناطقی که روزگاری در اختیار ترکمانان و کردها قرار داشت، حاکمیت مستقیم دولت عثمانی را اعمال کرد. در نتیجه لشکرکشی عظیم سلیمان به شرق با پیروزی قطعی بر صفویان همراه نشد. کردستان و اکثر عراق به تصرف دولت عثمانی درآمد اما صفویان شکست نخوردند. آذربایجان، جنوب قفقاز، و قسمت‌هایی از شرق عراق همچنان تحت کنترل دولت صفویه باقی‌ماند اما قدرت نظامی و وجههٔ مذهبی صفویه در آناتولی تضعیف گردید. والیان گیلان و شروان که منشأ ثروتشان ابریشمی بود که از طریق تبریز به بورسه و حلب می‌فرستادند و از نظر اقتصادی به عثمانی‌ها وابسته بودند سلطه سلطان را به رسمیت شناختند.

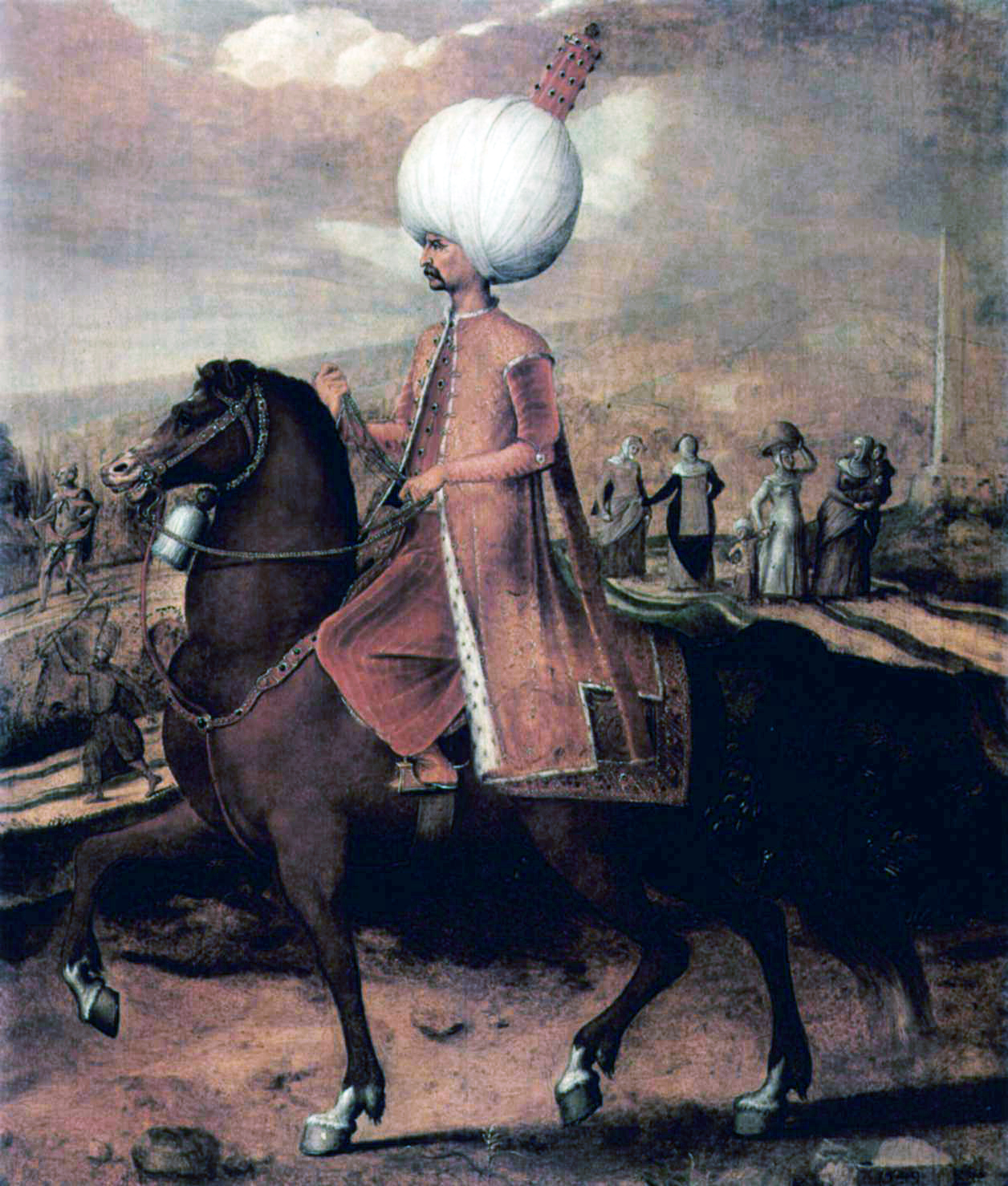
نقاشی سلیمان سوار بر اسب اثر هانس ای‌ورث

پس از آنکه القاس میرزا، برادر شاه تهماسب، در سال ۱۵۴۷ به دولت عثمانی پناهنده شد، سلیمان امیدوار گشت تا با استفاده از تنش‌های خانوادگی، خطر مذهب تشیع را دفع کند و دست‌کم آذربایجان و قفقاز را تصرف کند؛ در نتیجه در سال ۱۵۴۸ به همراه القاس میرزا برای بار دوم به ایران یورش آورد. علامه بیگ تکالو که در حال حاضر والی تحت‌الامر ارزروم بود، از جانب سلیمان دستور یافت که سپاهش را برای پیوستن به سپاه القاس میرزا آماده کند تا در حمله به آذربایجان کمک یار القاس میرزا باشد. تبریز به سرعت در ژوئیه ۱۵۴۸ تصرف شد. در آنجا معلوم شد که ادعاهای القاس میرزا مبنی بر اینکه قبایل قزلباش تبریز تمایل فراوان به پادشاهی وی دارند، اغراق بوده‌است. سپاه القاس میرزا شهرهای قم، همدان و کاشان را تصرف کرد اما از سد استحکامی سپاه اصفهان نتوانست عبور کند. صفویان توسط بهرام میرزا یک ضد حمله را ترتیب داده و توانستند باقی‌مانده سپاه القاس میرزا را از دزفول خارج کرده و به سمت قلمرو عثمانی برانند. سلیمان بار دیگر آذربایجان را به‌آسانی اشغال کرد. شاه تهماسب در حین عقب‌نشینی سیاست سوزاندن منابع و کور کردن چشمه‌ها و قنات‌ها را اتخاذ کرده بود و به محض آنکه ارتش عثمانی در فصل زمستان به آناتولی بازگشت برای بازپس‌گیری مناطق از دست‌رفته جلو کشید. القاس میرزا که دریافته بود سپاه عثمانی نمی‌تواند به‌سادگی بر رقیب چیرگی یابد، پا پس کشید. خستگی و یأسی که سلیمان را فرا گرفته بود، او را مجبور ساخت تا به قسطنطنیه بازگردد حال آنکه پس از دو سال نبرد جز چند قلعهٔ نظامی در گرجستان و قلعهٔ وان، چیز دیگری به دست نیاورده بود. قلعهٔ وان به‌خوبی مستحکم و سازماندهی شد تا برای دفع یورش‌های بعدی صفویان به آناتولی مورد استفاده قرار گیرد. بدین ترتیب، خطری که از جانب صفویان احساس می‌شد کاهش یافت اما از میان نرفت.
سلیمان در سال ۱۵۵۴ سومین و آخرین نبردش علیه صفویان را آغاز کرد. دلیل این لشکرکشی، شروع مجدد یورش‌های صفویان به آناتولی و تبلیغات سیاسی آنان بود. دسیسه‌چینی‌ها و توطئه‌های درباریان از جمله رستم پاشا و خرم سلطان علیه شاهزاده مصطفی که به مرگ او انجامید نیز در آغاز این نبرد بی‌تأثیر نبود. سلیمان این بار قصد داشت با ویران و تخریب نمودن قلمرو صفوی در قفقاز، سپاه در حال عقب‌نشینی شاه تهماسب را به دام بیندازد. گرچه عثمانی‌ها این فرصت را داشتند که سربازان زیادی را به اسارت بگیرند و اسرا را به همراه غنائم فراوان به قسطنطنیه بفرستند اما شاه تهماسب سرانجام به کوه‌های لرستان عقب نشست و سپاهش را از انهدام کامل نجات داد. سلیمان که از دست‌یابی به یک پیروزی قاطع ناامید شده بود، در سال ۱۵۵۵ در آماسیه پیمان صلحی را با شاه تهماسب منعقد کرد که به موجب آن جنگ‌های طولانی‌مدت مابین دو دولت برای مدتی خاتمه می‌یافت. تهماسب مرزهای میان دو کشور را به همان صورتی که در زمان انعقاد پیمان صلح بود—و شامل آخرین متصرفات سلیمان نیز می‌شد—پذیرفت و متعهد شد که از تبلیغات سیاسی و یورش به آناتولی دست بردارد. در عوض سلیمان نیز متعهد شد به زائران ایرانی اجازه دهد تا به شهرهای مقدس مکه و مدینه و نیز اماکن مقدس شیعیان در عراق سفر کنند. بالاگرفتن نارضایتی‌ها و شورشی که در سرزمین عثمانی در نتیجهٔ قتل شاهزاده مصطفی روی داده بود، از دیگر عواملی به حساب می‌آمد که سلیمان را به انعقاد صلح ترغیب کرد.

### نبردها در اقیانوس هند

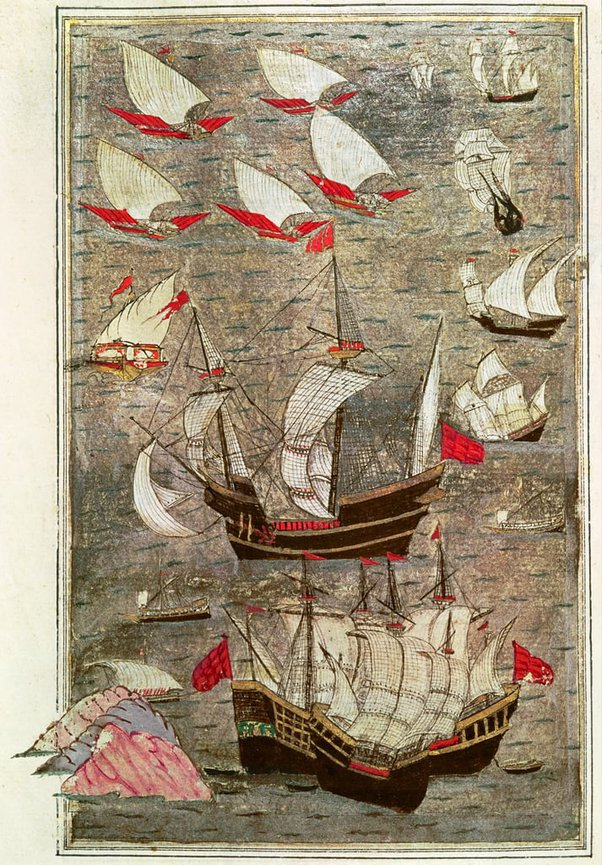
ناوگان دریایی عثمانی در اقیانوس هند

ناوگان دریایی عثمانی از سال ۱۵۱۸ شروع به کشتیرانی در اقیانوس هند نمود. معروف است که دریاسالاران امپراتوری عثمانی نظیر خادم سلیمان پاشا، سیدی علی رئیس، و کورت‌اوغلو خضر رئیس به بندرهای امپراتوری مغول چون تهته، سورات، و جانجیرا سفر کرده‌اند. اکبر، امپراتور مغول، خود شش سند با سلیمان قانونی رد و بدل کرده‌است.
در آب‌های اقیانوس هند، سلیمان خود چندین نبرد دریایی علیه پرتغالی‌ها را رهبری نمود تا آنان را از منطقه دور سازد و دوباره تجارت با هند را از سر بگیرد. در سال ۱۵۳۸ نیروهای عثمانی، عدن در یمن را تحت تصرف خویش درآوردند. هدف از تصرف این شهر آن بود که از عدن به عنوان پایگاهی برای یورش به دارایی‌های پرتغال در سواحل غربی پاکستان و هند امروزی استفاده کنند. ناوگان دریای عثمانی در سپتامبر ۱۵۳۸ قصد محاصرهٔ دیو را کرد اما در این امر از پرتغالیان شکست خورد و ناکام ماند. ناوگان دریایی عثمانی دوباره به عدن بازگشت و با استقرار صد یگان توپخانه به استحکام مواضع دفاعی شهر پرداخت. با استفاده از پایگاه عدن، سلیمان پاشا توانست کنترل تمامی نقاط کشور یمن از جمله صنعا را در دست بگیرد. با این وجود اهالی عدن ضد نیروهای عثمانی به پا خاستند و در عوض از پرتغالی‌ها برای ورود به شهر دعوت کردند. عدن تا هنگامی که پیری رئیس در سال ۱۵۴۷ این شهر را دوباره تسخیر کرد، تحت کنترل پرتغالی‌ها بود.
سلیمان با کنترل قدرتمندانهٔ دریای سرخ توانست با موفقیت راه‌های تجاری هند را بر پرتغالی‌ها ببندد و روابط تجاری حسنه‌ای را با امپراتوری مغول در جنوب آسیا برقرار کند. دریاسالار پیری رئیس، در سال ۱۵۵۲ ناوگان دریایی امپراتوری عثمانی را رهبری کرد و توانست شهر مسقط را تسخیر کند. در سال ۱۵۶۴ سفیر آچه در عثمانی از سلطان خواست که از کشور متبوعش در برابر پرتغالی‌ها پشتیبانی کند. پیرو این درخواست، نیروی دریایی عثمانی به آچه اردوکشی کرد و حمایت‌های نظامی گسترده‌ای را در اختیار اهالی آچه قرار داد.

### نبردها در مدیترانه و شمال آفریقا

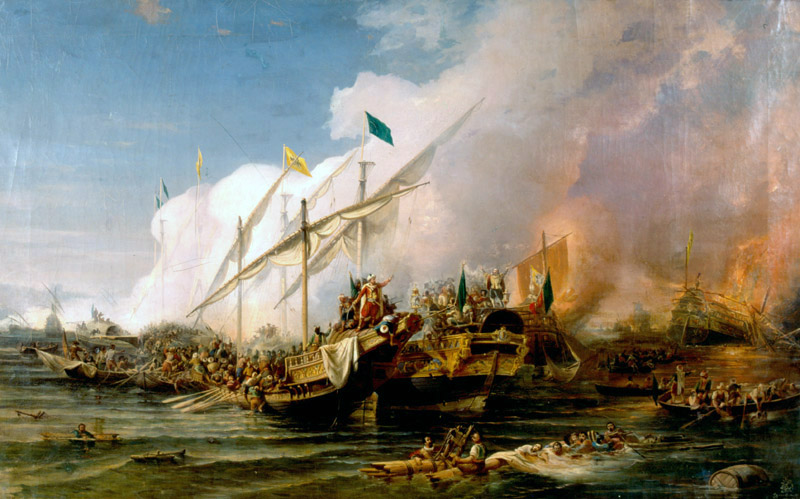
خیرالدین پاشا در نبرد پروزا، آندرئا دوریا را شکست می‌دهد.

به محض آنکه سلیمان متصرفاتش در خشکی‌ها را تحکیم بخشید، از خبر تصرف قلعهٔ کورونی در مورئا به دست آندرئا دوریا، دریاسالار کارل پنجم آگاه شد. سلیمان حضور اسپانیا در شرق مدیترانه را نشانه‌ای از قصد کارل پنجم برای به چالش کشیدن سلطهٔ امپراتوری عثمانی بر منطقه می‌دانست. در نتیجه برای تحکیم موضع ناوگان دریای عثمانی در مدیترانه، خیرالدین پاشا را که دریاسالاری خارق‌العاده محسوب می‌شد به سمت فرماندهی ناوگان دریایی عثمانی منصوب کرد و به او مأموریت داد تا ناوگان دریای عثمانی را بازسازی کند و به چنان عظمتی برساند که شمار دریانوردان عثمانی برابر مجموع شمار تمامی دریانوردان کشورهای حوزهٔ مدیترانه گردد. در سال ۱۵۳۵ کارل پنجم توانست در نبرد با امپراتوری عثمانی، در تونس به پیروزی مهمی دست یابد که این موضوع به همراه جنگی که سال بعد میان عثمانی و ونیز درگرفت، سلیمان را متقاعد کرد تا پیشنهاد فرانسوای یکم مبنی بر تشکیل اتحادی میان دو کشور ضد کارل را بپذیرد. در سال ۱۵۳۸ خیرالدین پاشا موفق شد ناوگان دریایی اسپانیا را در نبرد پروزا شکست دهد و بدین ترتیب شرق مدیترانه تا ۳۳ سال در سیطرهٔ ترکان عثمانی قرار گرفت تا آنکه در نهایت در نبرد لپانتو با شکست عثمانی، این سیطره پایان پذیرفت.
سرزمین‌های وسیعی در شمال آفریقا و شرق مراکش به انضمام قلمرو عثمانی درآمد. سرزمین‌های بربری طرابلس، تونس و الجزایر تبدیل به استان‌های خودمختاری از امپراتوری عثمانی شدند و به عنوان خط مقدم و جبهه‌ای تازه برای نبرد با کارل پنجم مورد استفاده قرار گرفتند. تلاش‌های کارل پنجم برای بیرون راندن ترکان عثمانی از شمال آفریقا در سال ۱۵۴۱ با شکست مواجه شد. پس از این شکست، دزدی دریایی و یورش به سواحل اروپا به قصد گرفتن برده نیز توسط بربرها رواج یافت که صورتی جدید از جنگ علیه اسپانیا در نظر گرفته می‌شود. گسترش قلمرو عثمانی موجب شده بود تا چیرگی و تسلط این امپراتوری بر دریای مدیترانه، هر چند برای مدتی کوتاه، تثبیت شود. ناوگان دریایی عثمانی علاوه بر مدیترانه، دریای سرخ و خلیج فارس را نیز تحت کنترل خویش داشت. کنترل خلیج فارس تا سال ۱۵۵۴ که نیروی دریای عثمانی مغلوب همتای پرتغالی خویش شد، ادامه یافت. پرتغالیان از سال ۱۵۱۵ ملوک هرمز را تحت سیطرهٔ خود گرفته و بر سر کنترل عدن با نیروهای سلیمان جنگ تمام عیاری را به راه انداخته بودند.

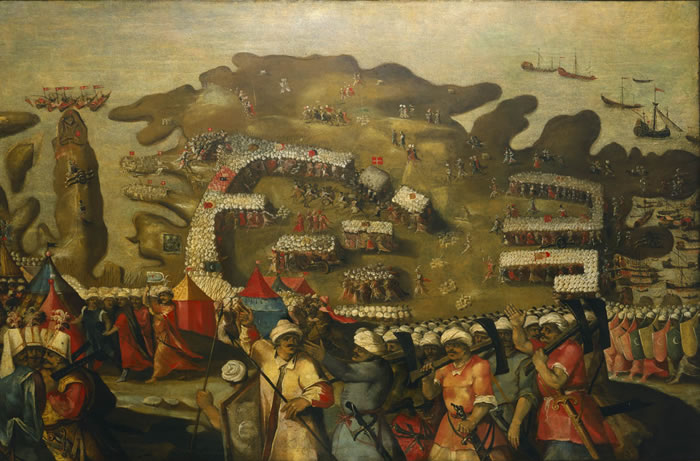
ورود ناوگان ترکان عثمانی به قصد محاصرهٔ مالت

در سال ۱۵۴۲ فرانسوای یکم در پی آن برآمد تا اتحاد فرانسه و عثمانی علیه هابسبورگ را احیا کند. با تشکیل این اتحاد، سلیمان برای یاری رساندن به فرانسوی‌ها ۱۰۰ کشتی جنگی کوچک را تحت فرماندهی خیرالدین پاشا به غرب مدیترانه گسیل کرد. خیرالدین پاشا پیش از رسیدن به فرانسه، سواحل ناپل و سیسیل را غارت کرد. در کشاکش همین نبردهای درگرفته میان فرانسوای یکم و کارل پنجم بود که خیرالدین پاشا در سال ۱۵۴۳ به نیس حمله آورد و شهر را تسخیر کرد. در سال ۱۵۴۴ میان فرانسوای یکم و کارل پنجم پیمان صلحی منعقد شد و در نتیجه اتحاد فرانسه با عثمانی موقتاً پایان پذیرفت.
شوالیه‌های هاسپیتالر که در سال ۱۵۳۰ دوباره در مالت گرد هم آمده بودند و این بار نام شوالیه‌های مالت را بر خود نهاده بودند، در سرتاسر مدیترانه برای ناوگان‌های دریایی مسلمانان دردسر ایجاد می‌کردند. اقدامات ایذایی شوالیه‌های مالت، به‌سرعت خشم عثمانی‌ها را برانگیخت و آن‌ها را به این واداشت تا با تشکیل سپاهی عظیم، برای بار دوم به مقر شوالیه‌ها یورش ببرند و از مالت بیرون برانندشان. نیروهای عثمانی در سال ۱۵۶۵ به مالت هجوم بردند و آن را محاصره کردند. محاصرهٔ مالت که از ۱۸ مه آغاز شد تا ۸ سپتامبر ادامه یافت. با تخریب اکثر شهرهای مالت و کشته شدن نیمی از شوالیه‌ها در آغاز جنگ، به نظر می‌رسید که تاریخ تکرار خواهد شد و نتیجه‌ای مشابه جنگ رودس رقم خواهد خورد اما با رسیدن نیروهای کمکی از اسپانیا، ورق برگشت. ۳۰٬۰۰۰ تن از سربازان عثمانی طی این نبرد کشته شدند و پیروزی از آنِ شهروندان مالت گشت.

## اصلاحات اجرایی

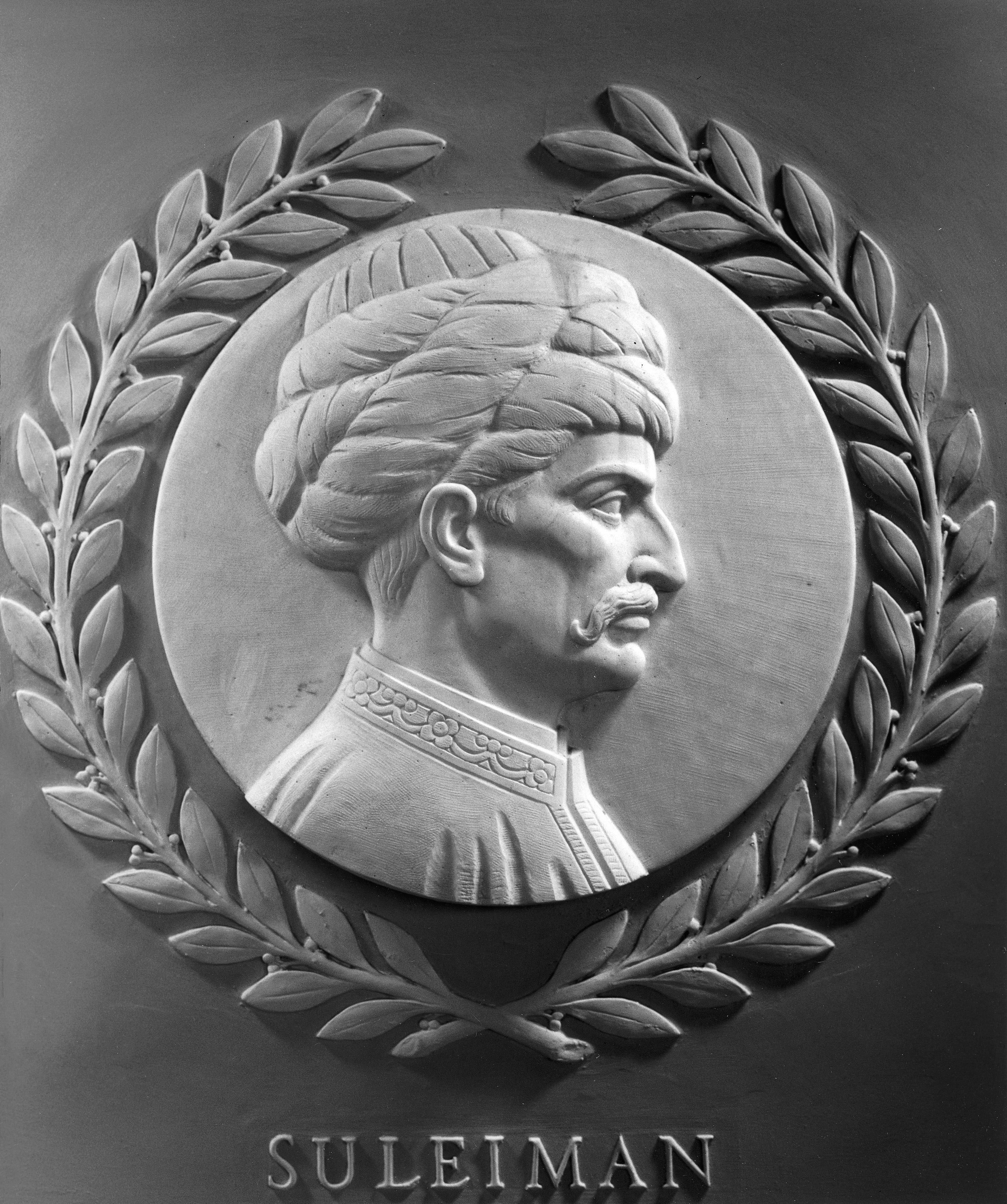
نقش‌برجسته ای از سلیمان در مجلس نمایندگان ایالات متحده آمریکا برای گرامیداشت یاد او به عنوان یکی از ۲۳ شخصیت برجستهٔ جهان در امر قانونگذاری در سرتاسر تاریخ.

با آنکه در غرب از سلطان سلیمان با لقب «محتشم» یاد می‌شد، مردم عثمانی همواره او را با لقب «قانونی» یاد می‌کردند. همان‌طور که لرد کینروس، مورخ اسکاتلندی اظهار می‌دارد «سلیمان نه تنها همچون پدر و جدش، جنگجویی ماهر و مرد رزم به حساب می‌آمد بلکه اهل قلم نیز بود. او قانونگذاری بابصیرت بود و در نظر مردمانش فرمانروایی بزرگ‌منش و دادگری بلندنظر به‌شمار می‌آمد». قانون حاکم بر دولت عثمانی، شریعت اسلام بود که به عنوان دستورهای الهی، ایجاد تغییر و تحول در آن خارج از حوزهٔ اختیارات سلطان بود. با این وجود مجموعه‌ای از قوانین کشور شامل حقوق جزایی، حق تصدی زمین، و بستن مالیات‌ها بنا بر ارادهٔ او وضع می‌شد. سلیمان تمامی احکامی را که نُه سلطان پیشین صادر کرده بودند جمع‌آوری کرد و پس از زدودن موارد تکراری و رفع تناقضات، دستورالعمل قانونی واحدی را صادر کرد و بسیار تلاش نمود که این دستورالعمل‌ها مغایرتی با قوانین اساسی اسلام نداشته باشند. تحت همین چارچوب‌ها بود که سلیمان با پشتیبانی مفتی اعظم، ابوسعود افندی، در پی آن برآمد تا مجموعه قوانین کشور را به گونه‌ای اصلاح کند که سازگاری بیشتری با امپراتوری در حال گسترشش داشته باشد. قوانین تدوین‌یافته، قانون عثمانی نامیده شدند و به مدت بیش از سه سده شاکلهٔ امپراتوری عثمانی را شکل دادند.
سلیمان توجه ویژه‌ای به گرفتاری‌های رعیتهایش داشت. قانون رعیتی که او وضع کرد، مقررات اخذ مالیات از رعایا را به گونه‌ای اصلاح کرد و شأن اجتماعی آنان را به نحوی ارتقا داد که رعایای اروپایی ترجیح می‌دادند به قلمرو عثمانی مهاجرت کنند تا از این مزایا و اصلاحات بهره‌مند شوند. همچنین سلطان در حفاظت از یهودیان مُلکش، حتی تا چندین سده بعد، نقشی کلیدی ایفا کرد. در اواخر سال ۱۵۵۳ یا ۱۵۵۴ به پیشنهاد پزشک و دندانپزشک محبوبش، موسی هامون یهودی، فرمانی صادر کرد که رسماً نسبت دادن تهمت خون به یهودیان را تقبیح می‌کرد. افزون بر این، سلیمان قوانین جزایی و کیفری جدیدی را وضع کرد که به موجب آن جریمه‌های معینی به جرایم صورت‌گرفته اختصاص می‌یافت و در نتیجه مواردی که به اعدام یا قطع عضو منجر می‌شد کاهش می‌یافت. در حوزهٔ مالیات، بر کالاها و خدمات گوناگونی از جمله حیوانات، معادن، سود حاصل از بازرگانی، و عوارض گمرکی واردات و صادرات مالیات بست. علاوه بر وضع مالیات، اموال و املاک مقاماتی که به واسطهٔ اعمالشان دچار رسوایی و بدنامی می‌شدند نیز به نفع دولت مصادره می‌شد.
یکی دیگر از موضوعات مورد اهتمام سلطان، آموزش و تحصیلات بود. مدارس وابسته به مساجد که سرمایهٔ مورد نیاز خود را از مؤسسات مذهبی تأمین می‌کردند، خیلی پیشتر از کشورهای مسیحی آن زمان، فرصت تحصیل رایگان را به پسران اعطا می‌کردند. سلیمان تعداد مکاتب موجود در قسطنطنیه را به ۱۴ مکتب افزایش داد. در این مکاتب، به پسران خواندن و نوشتن، و علوم اسلامی آموزش داده می‌شد. مردان جوانی که خواستار تحصیلات بیشتری بودند، می‌توانستند در یکی از هشت مدرسهٔ موجود نام‌نویسی کنند. برنامه‌های آموزشی این مدارس شامل صرف‌ونحو، مابعدالطبیعه، فلسفه، اخترشناسی، و اختربینی می‌شد. مدارس عالی، آموزش‌هایی در سطح دانشگاه ارائه می‌دادند و دانش‌آموختگان این مدارس به عنوان امام یا معلم به جامعه خدمت می‌کردند. مراکز آموزشی تنها یکی از چندین و چند نهاد موجود در محوطهٔ مساجد بودند. کتابخانه‌ها، مراکز پخش غذای رایگان، و بیمارستان‌ها از دیگر خدمات عام‌المنفعه‌ای بود که ارائه می‌شد.

## اقدامات فرهنگی

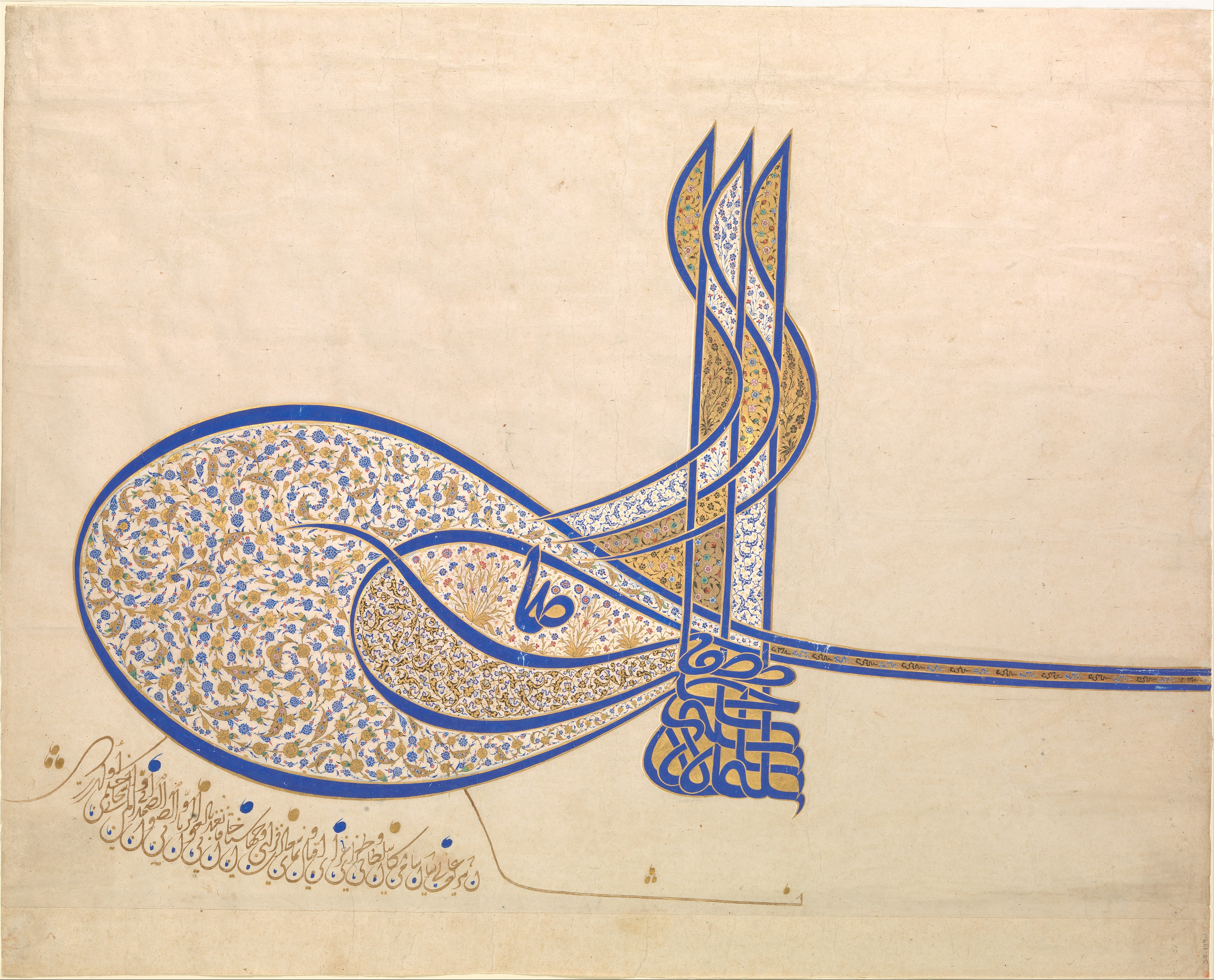
طغرای سلیمان قانونی.

با حمایت‌های سلیمان، عصر طلایی فرهنگ و هنر امپراتوری عثمانی شکوفا شد. صدها جامعهٔ هنری موسوم به اهل حرفه در سریرگاه دولت عثمانی، کاخ توپقاپی، به صنعتگری و هنرآفرینی مشغول شدند. هنرمندان و پیشه‌وران پس از گذراندن دورهٔ کارآموزی در حوزهٔ کاری خود ترقی می‌کردند و متناسب با میزان مهارتشان دستمزد می‌گرفتند. سیاهه‌های پرداختی حقوق ایشان نشان‌دهندهٔ وسعت حمایت سلیمان از هنرمندان است؛ به گونه‌ای که کهن‌ترین این اسناد که قدمتشان به سال ۱۵۲۶ بر می‌گردد، ۴۰ جامعهٔ متشکل از ۶۰۰ هنرمند را فهرست کرده‌اند. جوامع اهل حرفه مستعدترین هنرمندان و پیشه‌وران امپراتوری عثمانی را به دربار سلطان جذب می‌کرد. این پیشه‌وران هم از جهان اسلام بودند و هم از سرزمین‌های تازه فتح‌شدهٔ اروپایی؛ در نتیجه آمیزه‌ای از هنر و فرهنگ اسلامی، ترکی، و اروپایی خلق می‌شد. پیشه‌ورانی که در دربار خدمت می‌کردند شامل نقاشان، صحافان، خزدوزان، جواهرسازان، و زرگران می‌شدند. با آنکه سلاطین پیشین تحت تأثیر فرهنگ ایرانی قرار داشتند، حمایت‌های بی‌دریغ سلیمان از هنرمندان عثمانی، موجب شد که فرهنگ خودی این سرزمین متجلی و شکوفا شود.

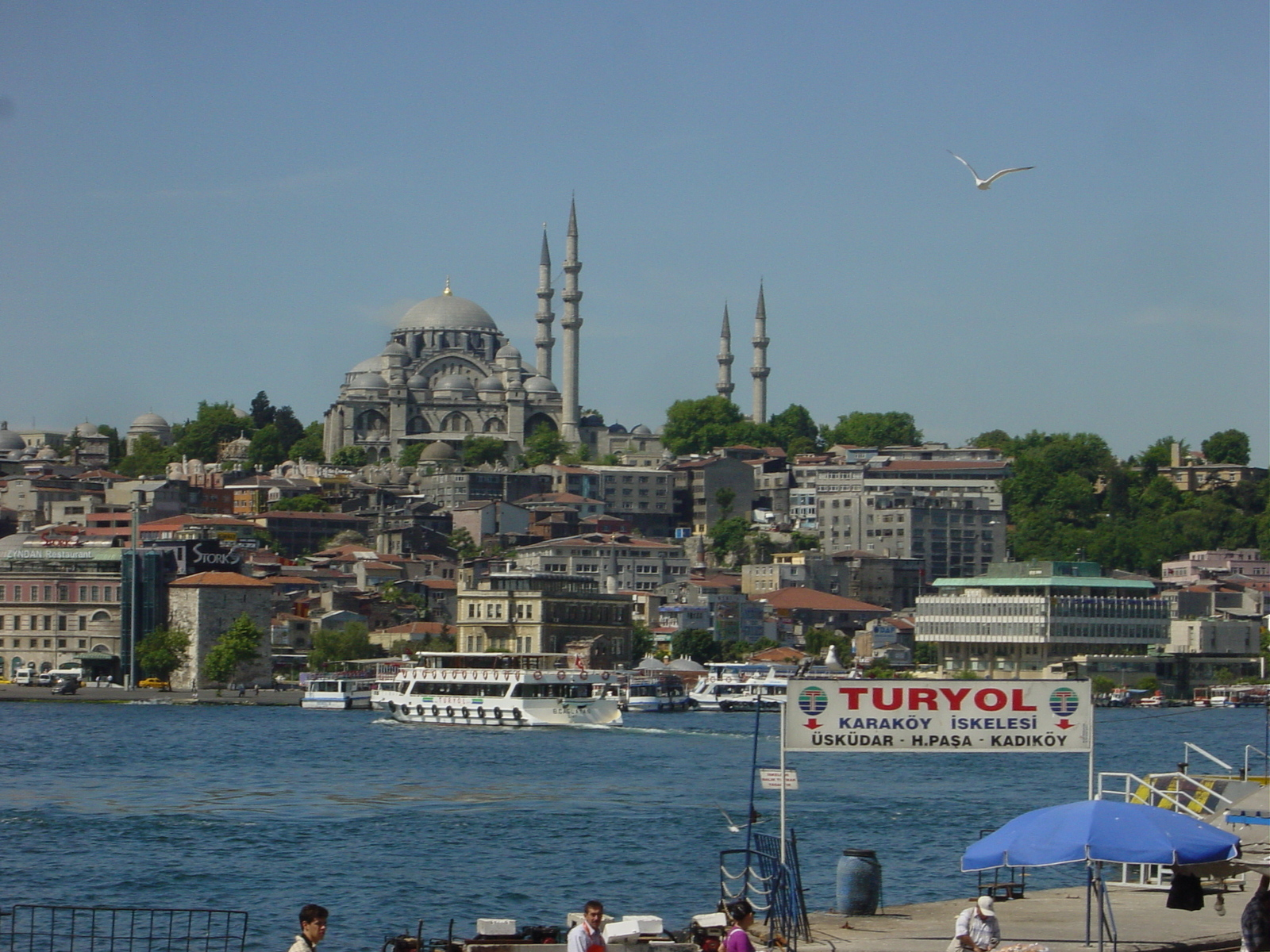
مسجد سلیمانیه در استانبول که به دست سنان، معمار چیره‌دست سلیمان طراحی و ساخته شده‌است.

سلیمان خود شاعری زبردست بود؛ به فارسی و ترکی شعر می‌سرود و محبی تخلص می‌کرد. برخی از سروده‌های او به عنوان ضرب‌المثل در ترکی رواج دارند همچون مَثَل مشهور «همگان مقصودی یکسان دارند اما راه‌های رسیدن به آن مقصود بسیارند». هنگامی که پسر جوانش، محمد، در سال ۹۵۰ هجری قمری درگذشت، شعری سرود که ماده تاریخ آن به سال مرگ او اشاره داشت: «شهزاده‌لر گزیده‌سی، سلطان محمدم». افزون بر آثار خود سلیمان، در دورهٔ زمامداری او شاعران بزرگی پا به عرصهٔ ادبیات گذاشتند که روح تازه‌ای در کالبد ادبیات جهان دمیدند؛ محمد فضولی و محمود عبدالباقی از جملهٔ این شعرا بودند. به عقیدهٔ ای.جی. دابلیو. گیب، تاریخدان ادبیات، «در هیچ دوره‌ای، حتی در ترکیهٔ مدرن، به اندازهٔ دورهٔ سلطنت سلیمان از شعر و شاعری حمایت نمی‌شد و شاعران تشویق و دلگرم نمی‌شدند». مشهورترین سرودهٔ سلیمان، قصیدهٔ زیر است:
| خلق ایچینده معتبر بیر نسنه یوخ دولت گبی |  | اولمایا دولت جهاندا بیر نفس صحت گبی  |
| مغفرت دیدیکلری آنجاق جهان غوغاسیدیر     |  | اولمایا بخت و سعادت دونیادا وحدت گبی |

سلیمان همچنین به حمایت از توسعهٔ بناهای یادبود در قلمرو تحت حکومتش مشهور است. او قصد داشت با پیاده‌سازی پروژه‌هایی چون ساخت پل‌ها، مساجد، کاخ‌ها، و نهادهای عمومی و خیریه، قسطنطنیه را به مرکز تمدن اسلامی بدل کند. باشکوه‌ترین این بناها را معمار چیره‌دست سلطنتی، معمار سنان، طراحی و ساخته‌است. معماری عثمانی در زمان سنان اوج بالندگی و شکوه خویش را تجربه کرد و سنان خود مسئولیت ساخت ۳۰۰ بنای یادبود را در سرتاسر امپراتوری عثمانی بر عهده گرفت که در این میان، مساجد سلیمانیه و سلیمیه دو شاهکار او به حساب می‌آیند. مسجد سلیمیه در آدریانوپل (امروزه ادرنه) و در زمان سلطنت سلیم دوم، پسر سلیمان، ساخته شد. سلیمان همچنین اقدام به مرمت قبةالصخره و دیوارهای بیت‌المقدس و بازسازی کعبه در مکه نمود و مجتمعی نیز در دمشق بنا کرد.

## زندگی شخصی

### همسران
- خرم سلطان (۱۵۰۴ روهاتین – ۱۵ آوریل ۱۵۵۸ استانبول، در مقبره خرم سلطان در مسجد سلیمانیه دفن شد) همسر عقدی و خاصگی سلطان، سلیمان بود.
- ماه‌دوران سلطان (۱۵۰۰ چرکس – ۳ فوریه ۱۵۸۱ بورسا؛ در آرامگاه شاهزاده مصطفی در مجموعه مرادیه دفن شد)
- گلفم خاتون (۱۵۰۲ قره‌حصار – ۱۵۶۲ استانبول، در مسجد گلفم خاتون دفن شد)
- فولانی خاتون (۱۴۹۶ ازمیر – ۱۵۵۰ ادرنه، در مسجد یاووز سلیم دفن شد)

### فرزندان
پسران
- شاهزاده محمود (۱۵۱۲ مانیسا – ۲۹ اکتبر ۱۵۲۱ استانبول، در مقبره سلیم یکم در مسجد یاووز سلیم دفن شد) پسر فولانی
- شاهزاده مصطفی (۶ آگوست ۱۵۱۵ مانیسا – اعدام ۶ اکتبر ۱۵۵۳ قونیه؛ در آرامگاه شاهزاده مصطفی در مرادیه بورسا دفن شد) پسر ماه‌دوران
- شاهزاده مراد (۱۵۱۹ مانیسا – ۱۹ اکتبر ۱۵۲۱ استانبول؛ در مقبره سلیم یکم در مسجد یاووز سلیم دفن شد) پسر گلفم
- شاهزاده محمد (۱۵۲۱ استانبول – ۶ نوامبر ۱۵۴۳ مانیسا؛ در مقبره شاهزاده محمد در مسجد شاهزاده دفن شد) پسر خرم
- سلیم دوم (۲۸ مه ۱۵۲۴ استانبول – ۱۵ دسامبر ۱۵۷۴ استانبول؛ در مقبره سلیم دوم در مسجد ایاصوفیا دفن شد) پسر خرم
- شاهزاده عبدالله (۱۵۲۵ استانبول – ۱۵۲۸ استانبول در مقبره سلیم یکم در مسجد یاووز سلیم دفن شد) پسر خرم
- شاهزاده بایزید (۱۵۲۶ استانبول – اعدام ۲۳ ژوئن ۱۵۶۲ قزوین؛ در مقبره شاهزاده بایزید، مسجد ملک عجم سیواس دفن شد) پسر خرم
- شاهزاده جهانگیر (۱۵۳۰/۳۲ استانبول – ۲۷ نوامبر ۱۵۵۳ حلب در مقبره شاهزاده محمد در مسجد شاهزاده دفن شد) پسر خرم

دختران
- مهرماه سلطان (پاییز ۱۵۲۲ استانبول – ۲۵ ژانویه ۱۵۷۸ استانبول؛ در مقبره سلیمان یکم در مسجد سلیمانیه دفن شد) دختر خرم. در سال ۱۵۳۹ با داماد رستم پاشا ازدواج کرد.
- راضیه سلطان (مه ۱۵۲۵ استانبول – ۱۵ سپتامبر ۱۵۵۶ استانبول، در مقبره یحیی افندی دفن شد) دختر ماه‌دوران. در سال ۱۵۴۰ با سلطان‌زاده محمد بیگ، پسر عمه‌اش خدیجه سلطان ازدواج کرد.
- فاطمه سلطان ( ۱۵۱۶ مانیسا – ۱۵۶۱ استانبول) دختر فولانی

### خرم سلطان

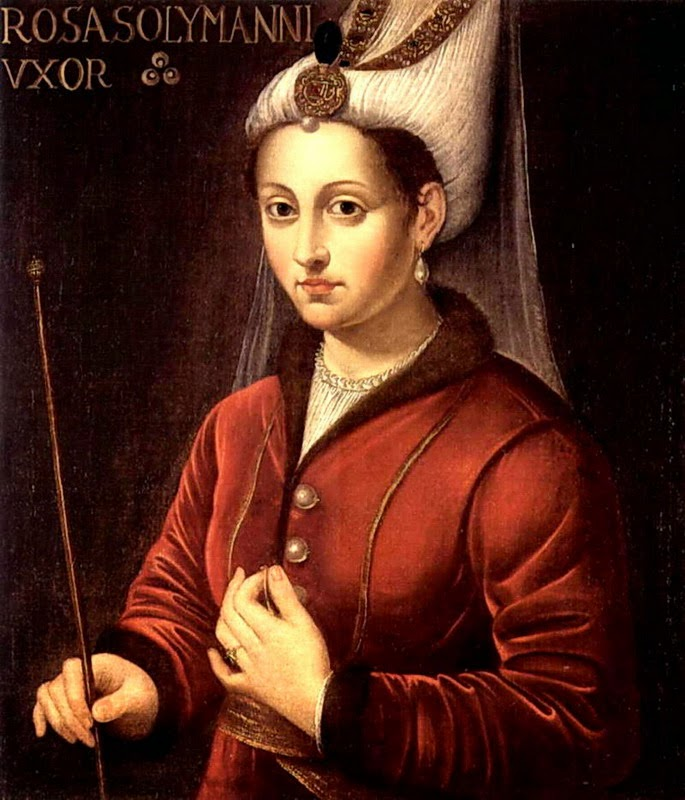
نگاره‌ای از خرم سلطان

سلیمان شیفته و شیدای دختری از حرمسرا به نام خرم سلطان شده بود. در غرب، دیپلمات‌های غربی که از شایعه‌هایی که پیرامون او می‌پیچید آگاه شده بودند، «روسلازی» یا «روکسلانا» نامیدندش که به اصالت روتنیایی او اشاره داشت. خرم دختر یک کشیش ارتودوکس بود که توسط تاتارهای کریمه به اسارت گرفته شد و در قسطنطنیه به عنوان برده فروخته شد. او به‌سرعت مدارج ترقی را در دربار پیمود و به سوگلی سلطان تبدیل شد. سلیمان با زیر پا گذاشتن سنتی دویست ساله، کنیزی از حرمسرا را به عنوان همسر رسمی و قانونی خود اختیار کرد که این امر حیرت ساکنان قصر و اهالی شهر را برانگیخت؛ زیرا پس از آنکه تیمور، بایزید یکم را شکست داد و زنش را به اسارت گرفت، سلاطین عثمانی از ازدواج نکاحی خودداری می‌کردند. همچنین سلیمان به خرم اجازه داد که تا پایان عمرش در قصر توپقاپی اقامت کند که این نیز برخلاف سنت‌های پیشین بود؛ زیرا رسم بر آن بود که به محض آنکه ولیعهد از خردسالی درمی‌آمد، او را به همراه مادرش به یکی از استان‌های دور می‌فرستادند تا فرمانداری کند و تجربه بیندوزد و آن زن دیگر به کاخ سلطان بازنمی‌گشت مگر آنکه پسرش به سلطنت می‌رسید.

نقاشی که سلیمان را نشان می‌دهد که با علاقه به خرم می‌نگرد

سلیمان با تخلص «محبی» شعر زیر را برای خرم سرود:
| جلیس-خلوتیم واریم حبیبیم ماه-تابانیم        |  | انیسیم محرمیم واریم گۆزللر شاهی سولطانیم    |
| حیاتیم حاصیل-عؤمروم شراب-کوثریم عدنیم       |  | بهاریم بهجتیم روزوم نیگاریم ورد-خندانیم     |
| نشاطیم عشرتیم بزمیم چیراغیم نَیّیریم شمعیم    |  | تورنجی نار و نارینجیم بنیم شمع-شبیستانیم    |
| نباتیم شکّریم گنجیم جهان ایچینده بی‌رنجیم     |  | عزیزیم یوسفیم واریم گؤنول میصرینده‌کی خانیم  |
| سیتانبولیم قرامانیم دیار-مۆلکت-رومیم        |  | بدخشانیم و قپچاغیم و بغدادیم خوراسانیم      |
| ساچی واریم قاشی یاییم گؤزو پورفیتنه بیماریم |  | اؤلورسم بوینونا قانیم مدد هی ناموسلمانیم    |
| قاپیندا چونکی مداحّم سنی مدح ائیله‌رم داییم   |  | یۆرک پورغم گؤزوم پورنم «محبّی» یم خوشا حالیم |

### ابراهیم پاشا
ابراهیم پاشای پارگایی از دوستان دوران کودکی سلطان سلیمان بود. ابراهیم اصالتاً اهل یونان و مسیحی بود و در نوجوانی تحت نظام دوشیرمه در مدرسهٔ قصر به تحصیل پرداخت. سلیمان او را به سمت طوغانچی (مسئول مرغان شکاری) دربار برگماشت و اندکی بعد او را عهده‌دار سمت خاص اوداباشی (اتاق‌دار مخصوص سلطان) کرد. در سال ۱۵۲۳ ابراهیم پاشا به مقام وزیر اعظم و فرمانده کل ارتش منصوب شد. همچنین سلیمان مقام بیگلربیگی روم‌ایلی را به او سپرد و بدین ترتیب اختیار تمامی ممالک امپراتوری عثمانی در خاک اروپا و نیز فرماندهی سربازان ساکن اروپا به هنگام جنگ در قدرت ابراهیم قرار می‌گرفت. مورخی از سدهٔ هفدهم نوشته‌است که ابراهیم خود از سلطان تقاضا کرده بود که او را به چنین مقام‌های بالایی منصوب نکند زیرا که بیم جانش را داشت اما سلیمان پاسخ داده بود که در زمان سلطنت او، تحت هیچ شرایطی، ابراهیم به مرگ محکوم نخواهد شد. با این حال، سرانجام ابراهیم از چشم سلطان افتاد. ابراهیم در طول سیزده سالی که مقام وزارت اعظم را بر عهده داشت، به‌سرعت ترقی نمود و به قدرت رسید و ثروت عظیمی اندوخت که این امر شگفتی و حسد سایر درباریان را برانگیخت و دشمنان زیادی را برای او تراشید. در هنگام نبرد با صفویان، گزارش‌هایی به سلطان رسیده بود که حکایت از گستاخی ابراهیم داشت؛ ابراهیم عنوان «سرعسکر سلطان» را بر خود نهاده بود که این امر در نظر سلیمان، توهینی شدید به او محسوب می‌شد.
بدگمانی سلطان نسبت به ابراهیم با درگیری که میان ابراهیم و اسکندر چلبی درگرفت، فزونی یافت. اسکندر چلبی دفتردار (مسئول امور مالی) دربار بود و نزاع او با ابراهیم، در نهایت به مرگ او منجر شد. ابراهیم که اسکندر را به تلاش برای دسیسه‌چینی متهم می‌کرد، توانست سلطان را متقاعد کند تا فرمان قتل او را صادر کند. اسکندر چلبی پیش از مرگ، در آخرین کلماتی که بر زبانش جاری شد، ابراهیم را به تلاش برای توطئه‌چینی ضد سلطان متهم کرد و سخنان او، خیانت ابراهیم را برای سلطان مسجل کرد. در ۱۵ مارس ۱۵۳۶ جسد بی‌جان ابراهیم در قصر توپقاپی پیدا شد. دستور کشتن او را سلیمان داده بود ولی بعدها از این تصمیم خود به‌شدت پشیمان گشت.

## جانشینی
چهار همسر سلیمان، جمعاً هشت پسر زاییدند، از میان آنان تنها چهار تن تا دههٔ ۱۵۵۰ زنده ماندند: مصطفی، سلیم، بایزید و جهانگیر و از میان این چهار تن، مصطفی فرزند ماه‌دوران بود و مابقی فرزندان خرم سلطان بودند. مصطفی به سبب بزرگ‌تر بودن برای جانشینی پدر اولی بود. همچنین مصطفی باذکاوت‌ترین فرزند سلطان سلیمان به حساب می‌آمد و تحت حمایت وزیر اعظم، ابراهیم پاشا، قرار داشت. بوسبک، سفیر امپراتوری مقدس روم در قسطنطنیه، درباهٔ او ذکر می‌کند «در میان فرزندان سلیمان، پسرش مصطفی به طرز شگفت‌انگیزی فرهیخته و باملاحظه است و از آنجایی که ۲۴ یا ۲۵ سال سن دارد آمادهٔ سلطنت می‌باشد. خدا نیاورد آن روزی را که چنین بربری با چنین قدرتی به نزدیکی ما برسد» و به ذکر «استعدادهای خدادادی و چشمگیر» مصطفی ادامه می‌دهد.

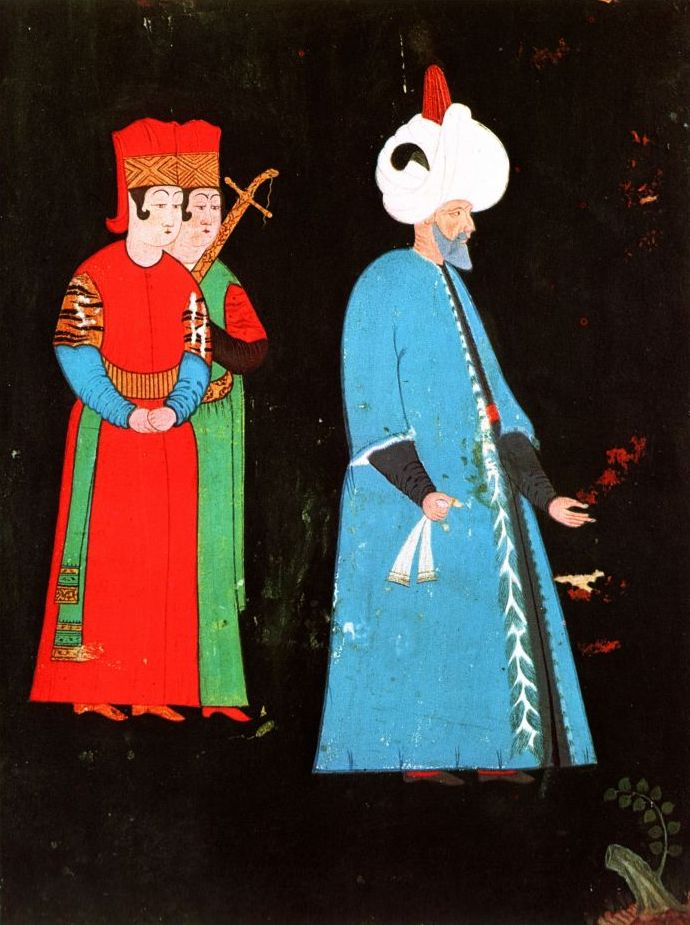
تصویری از سلیمان در اواخر سلطنتش در سال ۱۵۶۰

معمولاً خرم را، دست‌کم تاحدودی، مسئول دسیسه‌چینی‌ها برای تعیین جانشین سلطان به حساب می‌آورند. گرچه او همسر رسمی سلیمان بود ولی سمتی عمومی رسمی در دربار نداشت. اما این بدین معنی نبود که مانعی بر سر راه خرم برای اعمال نفوذهای سیاسی خود وجود داشته‌است. از آنجایی که هیچ سازوکار مشخصی برای تعیین جانشین سلطان در امپراتوری عثمانی وجود نداشت، معمولاً مسئلهٔ جانشینی با کشتن سایر شاهزاده‌ها همراه می‌شد تا از وقوع ناآرامی‌ها و شورش داخلی جلوگیری شود. خرم از این مسئله آگاه بود که اگر مصطفی به سلطنت برسد، برادرانش را زنده نخواهد گذاشت. در نتیجه از نفوذ خود برای از میان برداشتن حامیان جانشینی مصطفی بهره برد و در این را موفق شد.
در پی منازعاتی که بر سر قدرت روی داد و ظاهراً خرم در برانگیختن آن‌ها نقش داشت، سلیمان دستور قتل ابراهیم پاشا را صادر کرد و رستم پاشا، داماد خرم، را به جای او به مقام صدراعظمی منصوب نمود. در سال ۱۵۵۳ که جنگ علیه ایران آغاز شده بود و رستم پاشا فرماندهی کل سپاه را در این لشکرکشی بر عهده داشت، دسیسه‌چینی ضد مصطفی آغاز شد. رستم یکی از معتمدترین یاران سلطان را نزدش فرستاد تا به او گزارش دهد که چون سلیمان شخصاً در مقام فرماندهی سپاه قرار نگرفته‌است، سربازان ارتش به این فکر افتاده‌اند که زمان نشستن شاهزاده‌ای جوان بر تخت سلطنت فرا رسیده‌است و همزمان شایعاتی را پراکند که مصطفی واکنش مثبتی نسبت به این ایده نشان داده‌است. سلیمان که این ماجرا را باور کرده و به شدت برآشفته شده بود، در راه بازگشت از ایران در درهٔ ارغلی مصطفی را به چادرش احضار کرد و تصریح نمود که «او خواهد توانست خود را از اتهامات وارده مبری سازد و در این صورت دلیلی برای ترسیدن وجود ندارد».
مصطفی با یک دوراهی روبه‌رو شده بود و می‌بایست میان رفتن یا نرفتن یکی را انتخاب می‌کرد: یا در پیشگاه پدرش حاضر می‌شد و خطرش را نیز به جان می‌خرید یا به احضاریهٔ سلطان بی‌اعتنایی می‌کرد که در این صورت به خیانت متهم می‌شد. مصطفی با اطمینان از آنکه در پناه ارتش به او آسیبی نخواهد رسید، تصمیم گرفت در پیشگاه پدر حاضر شود. بوسبک که ادعا می‌کند شرح حادثه را از یک شاهد عینی شنیده‌است، آخرین لحظات زندگی مصطفی را توصیف می‌کند. به محض آنکه مصطفی قدم در چادر سلطان گذاشت، خواجگان سلیمان به او حمله‌ور شدند. شاهزادهٔ جوان سرسختانه از خود دفاع می‌کرد. سلیمان که از پشت پردهٔ کتانی چادر شاهد ماجرا بود «خشم و نگاه‌های تهدیدآمیز خود را نثار خواجگان لال خویش می‌کرد و به آنان عتاب می‌زد که چرا در کشتن مصطفی به خود تردید راه داده‌اند. خواجگان سلیمان که ترس را احساس کرده بودند، تلاششان را دوچندان کردند و مصطفی را به‌شدت به زمین کوبیدند، زه کمان را به دور گردنش انداختند و او را خفه کردند». پس از اعدام سلطان سلیمان نامه ای با مضمون بی گناهی در جیب مصطفی پیدا کرد که از خواندن آن نامه بسیار اندوهگین شد.
جهانگیر که از شنیدن خبر مرگ برادر به‌شدت اندوهگین شده بود، در غم فراغ او چند ماه بیشتر دوام نیاورد و مرد. در نتیجه از میان پسران سلیمان تنها بایزید و سلیم زنده مانده بودند که هر کدام بر قسمتی از امپراتوری پدر فرمانروایی می‌کردند. با این همه، تنها پس از گذشت چند سال میان دو برادر نزاعی خونین درگرفت. هر دو برادر از جانب حامیان وفادار خود پشتیبانی می‌شدند. در نهایت در سال ۱۵۵۹ سلیم با کمک سپاه پدر توانست در قونیه بایزید را شکست دهد. بایزید در پی شکست از برادر، به همراه چهار پسرش به دولت صفویه پناه آورد. پس از انجام گفتگوهای دیپلماتیک، سلطان از شاه صفوی خواست که پسرش، بایزید، را یا مسترد کند یا اعدام. شاه تهماسب به ازای دریافت به روایتی حدود نهصد هزار سکه طلا، به جلاد ترک اجازه داد تا در سال ۱۵۶۱ بایزید را به همراه چهار پسرش خفه کند. با قتل بایزید، سلیم تنها وارث تاج و تخت سلطنتی شد. در سال ۱۵۶۶ سلیمان به مجارستان لشکر کشید اما پیش از آنکه شاهد پیروزی در محاصره سیگت‌وار باشد در ۵ یا ۶ سپتامبر همان سال درگذشت.

## درگذشت
سلیمان در سن ۷۲ سالگی با صد هزار نفر نیروی نظامی در اوت ۱۵۶۶ در مسیر وین، در جنوب مجارستان محاصره سیگت‌وار را آغاز کرد؛ تصرف آن قلعه برای پیروزی‌های بیشتر در اروپای غربی اهمیت زیادی داشت. سلیمان در چادر خود جان سپرد؛ بنا بر روایاتی از شدت ناراحتی از عدم تصرف زودهنگام قلعه در گذشت. پیکر وی را به قسطنطنیه انتقال دادند ولی قلب وی در سیگت‌وار دفن شد.

## میراث

گسترش قلمرو عثمانی تا سال ۱۶۸۳ ادامه یافت. فتوحات سلیمان در تصویر با رنگ صورتی مشخص شده‌است.

در زمان مرگ سلیمان، امپراتوری عثمانی یکی از قدرتمندترین امپراتوری‌های جهان بود. فتوحات سلیمان کنترل شهرهای مهم دنیای اسلام (مکه، مدینه، بیت‌المقدس، دمشق، و بغداد)، بسیاری از ولایات بالکان (امروزه تا سر حدات کرواسی و اتریش)، و باریکه‌های بزرگی از شمال آفریقا را به دست دولت عثمانی سپرده بود. پیشروی او در اروپا به ترکان عثمانی فرصت داده بود تا در موازنهٔ قدرت در اروپا نقش چشمگیری داشته باشند. در آن زمان، بوسبک، سفیر امپراتوری مقدس روم در قسطنطنیه، چنان تهدیدی از جانب امپراتوری عثمانی احساس می‌کرد که هشدار فتح قریب‌الوقوع اروپا را داد: «آن‌ها [ترک‌ها] ویژگی‌های یک امپراتوری مقتدر را دارند: قدرت و توان تحلیل‌نرفته، خو گرفتن به پیروزی، تحمل مشقت و کار سخت، اتحاد، نظم، صرفه‌جویی، و هوشیاری. . . آیا شکی می‌ماند که چه نتیجه‌ای رقم خواهد خورد؟... وقتی ترکان با ایرانیان به توافق برسند، به ما حمله خواهند کرد در حالی که کل شرق را در حمایت از خود دارند و ما چقدر برای آن روز ناآماده‌ایم، حتی تصورش نیز هول‌انگیز است». حتی ویلیام شکسپیر سی سال پس از مرگ سلطان سلیمان، در نمایشنامهٔ تاجر ونیزی از او به عنوان اعجوبه و نابغهٔ جنگی یاد می‌کند.
با این وجود میراث سلیمان تنها به کشورگشایی و لشکرکشی محدود نمی‌شود. ژان دو تِونو، جهانگرد فرانسوی، یک سده پس از مرگ سلطان در سفرنامه‌اش از «پایه‌ها و زیرساخت‌های مستحکم کشور در زمینهٔ کشاورزی، رفاه رعایا، وفور کالاهای اساسی، و وجود نظم و سازمان در دولت سلیمان» می‌نویسد. اصلاحاتی که سلیمان در سیستم حکومتی و قضایی کشورش به اجرا درآورد، بقای دولت عثمانی را تا مدت‌ها پس از مرگ او تضمین کرد؛ دستاوردی که سال‌ها طول کشید تا «جانشینان عیاش و مفسد او بر بادش دهند».
سلیمان با حمایت‌های خویش، عصر طلایی امپراتوری عثمانی را سرپرستی و هدایت کرد و دستاوردهای فرهنگی ترکان عثمانی در زمینه‌های معماری، ادبیات، هنر، الهیات، و فلسفه تحت زمامداری او به اوج خود رسید. امروزه افق تنگهٔ بسفر و بسیاری از شهرهای جمهوری ترکیه و عثمانی پیشین با شاهکارهای معمار سنان زینت داده شده‌اند. یکی از شاهکارهای او مسجد سلیمانیه است که سلیمان و سوگلی‌اش، خرم، در آن آرمیده‌اند. اجساد آنان در تربت‌هایی جداگانه و چسبیده به مسجد دفن شده‌است.

## نگارخانه

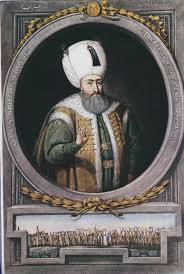
سلطان سلیمان قانونی
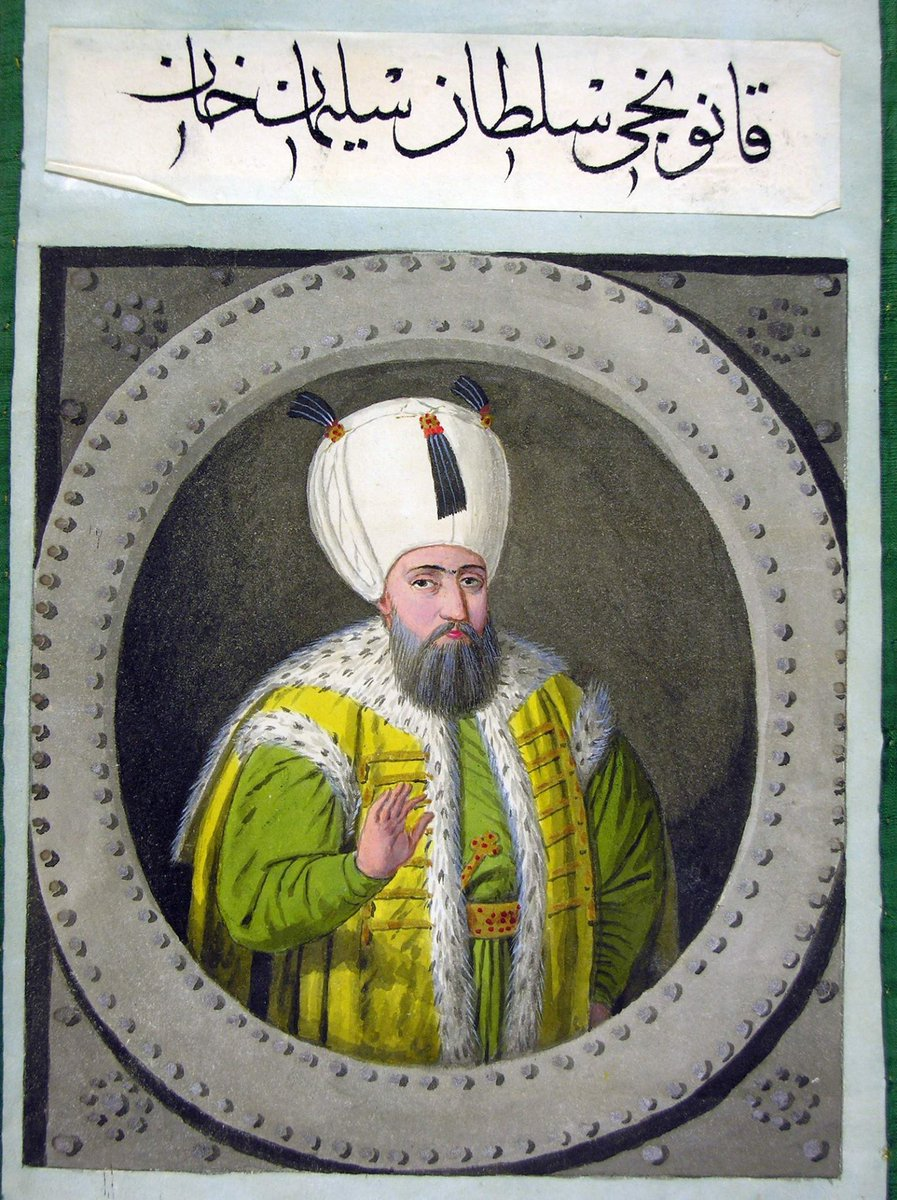
نگاره‌ای از سلیمان یکم
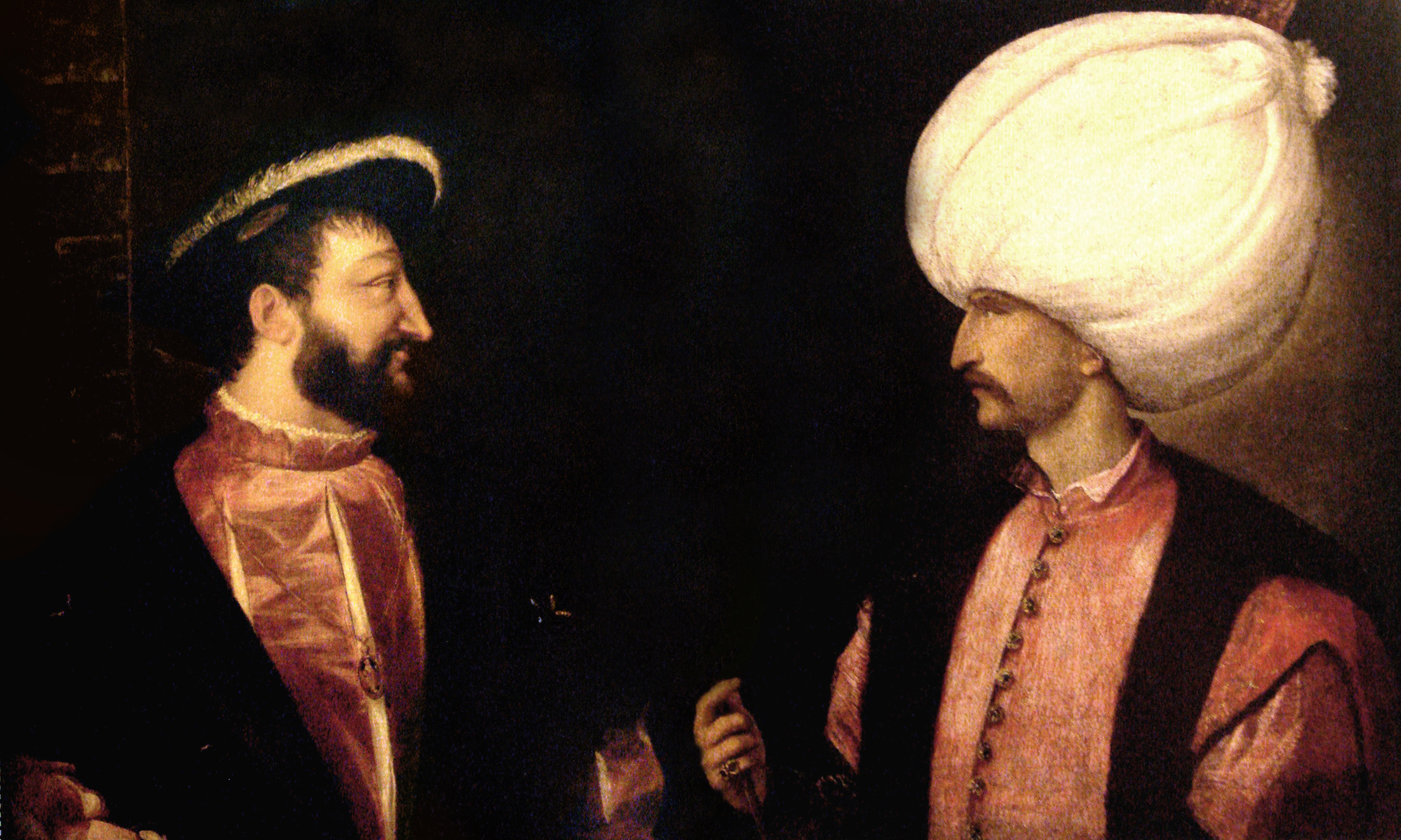
فرانسیس یکم (سمت چپ) و سلیمان یکم (سمت راست)، اتحاد فرانسه و عثمانی، سال ۱۵۳۰
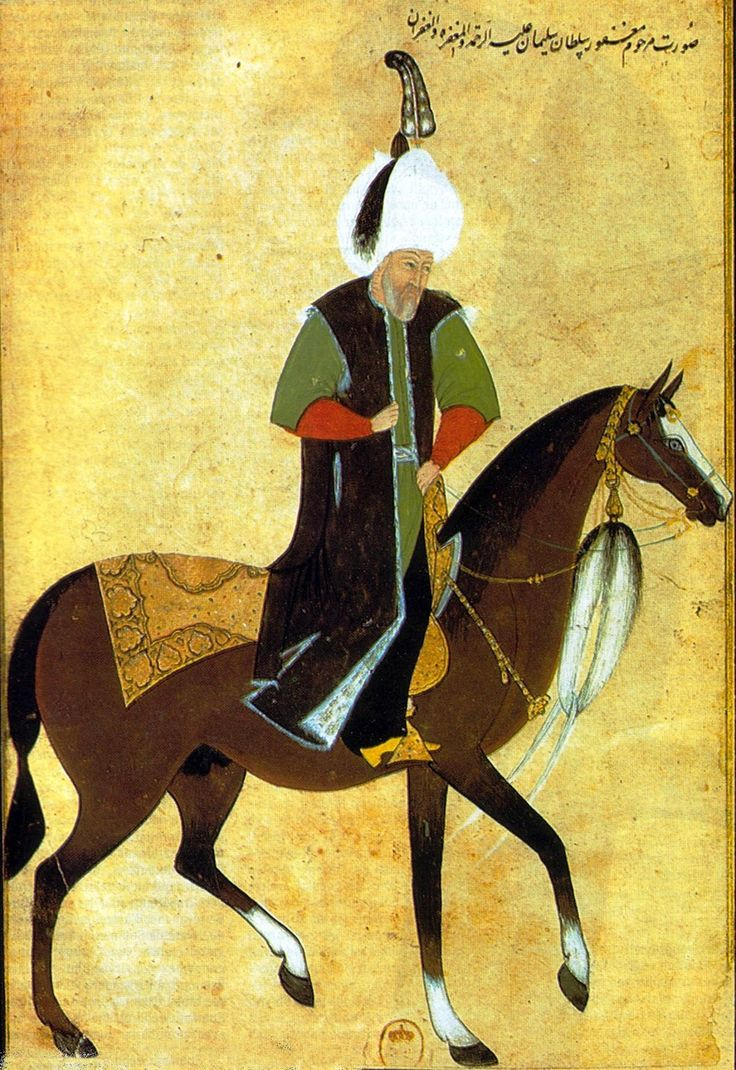
پرتره‌ای از سلیمان یکم
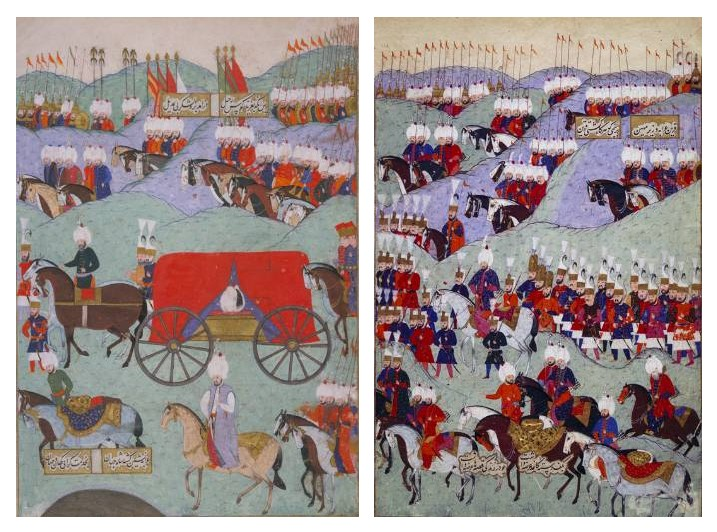
مینیاتوری از مراسم تشیع جنازه سلطان سلیمان قانونی
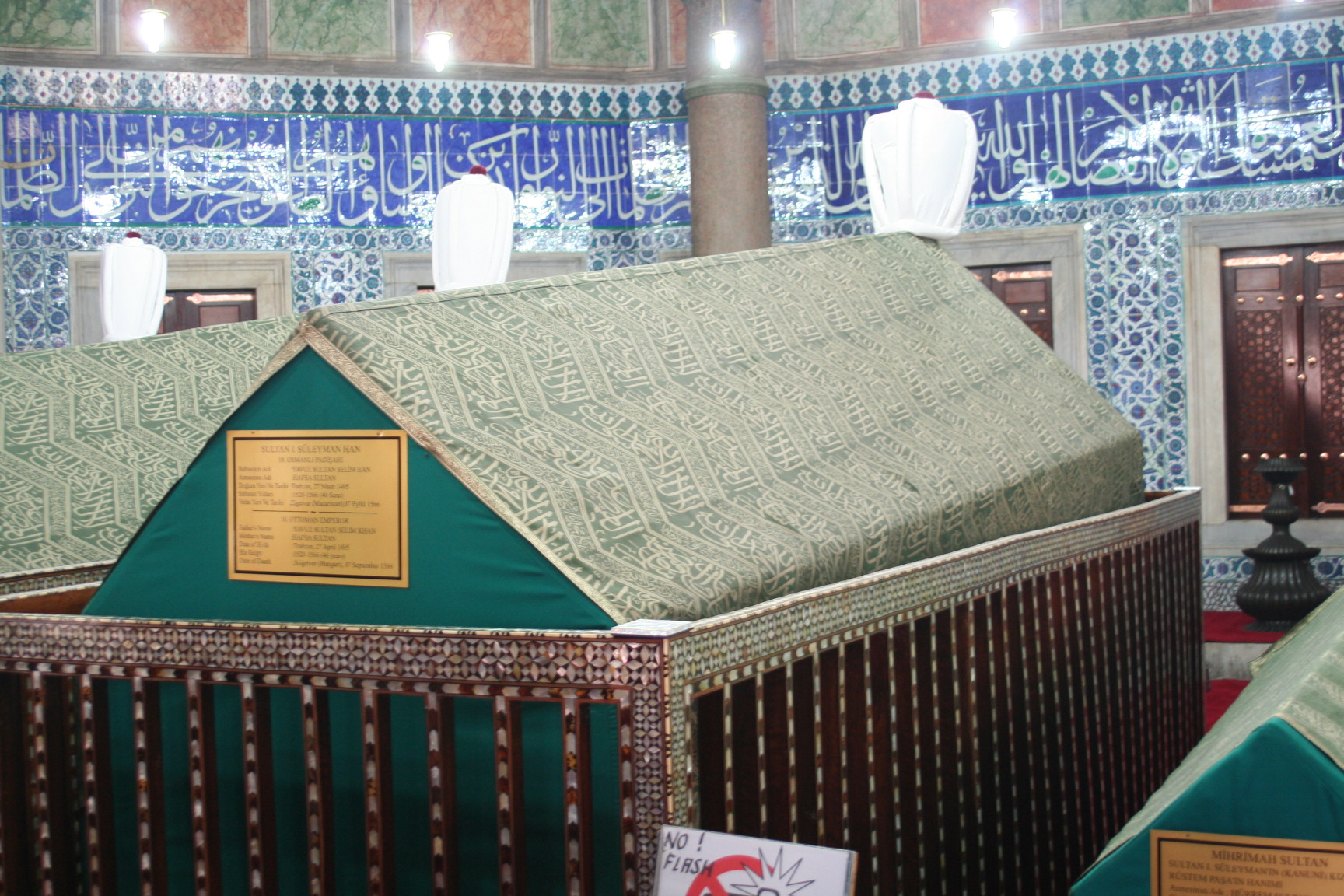
مقبره سلیمان یکم، مسجد سلیمانیه، استانبول، ترکیه
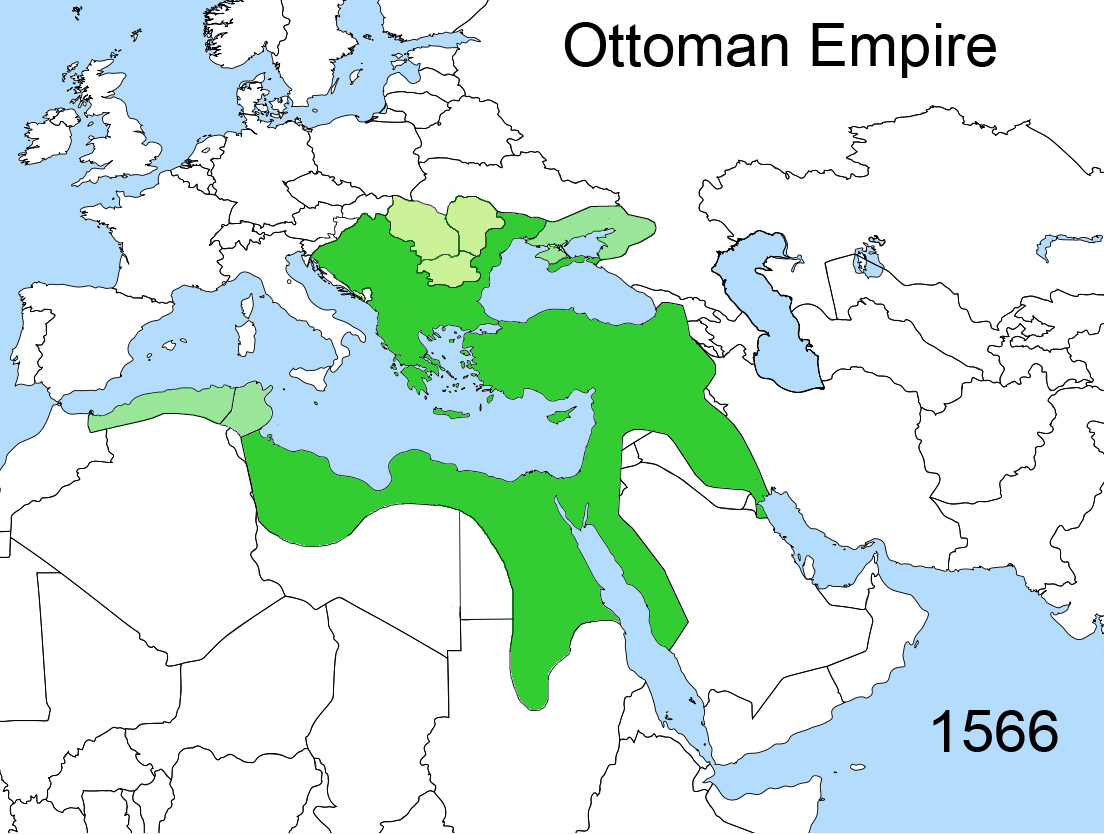
امپراتوری عثمانی در پایان سلطنت سلیمان قانونی